# Mại dâm

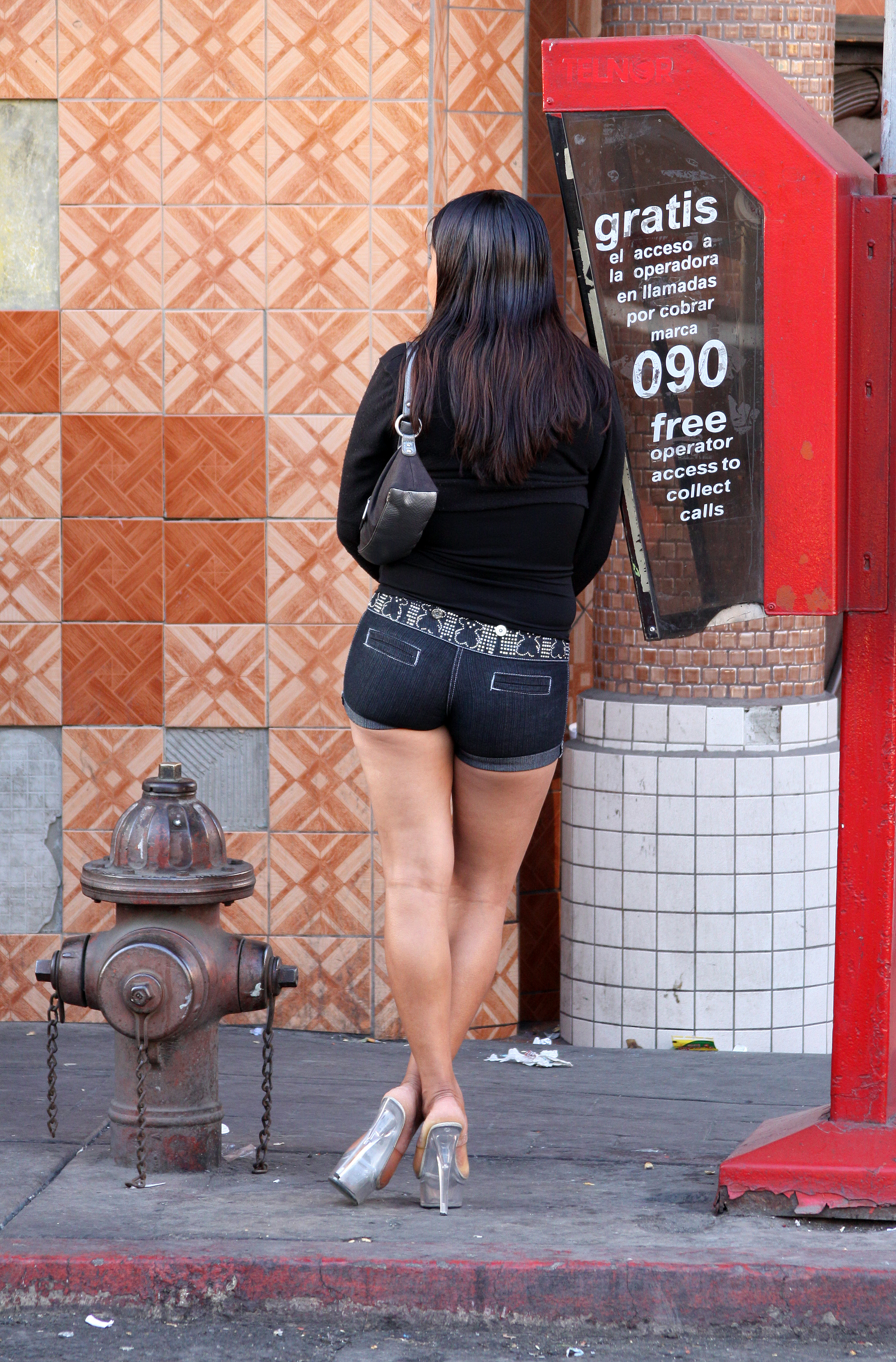
Một người mại dâm đứng đường ở Zona Norte, Tijuana, Baja California, México

Mại dâm, hay mua bán dâm, là hoạt động dùng các dịch vụ tình dục ngoài hôn nhân giữa người mua dâm và người bán dâm (gái mại dâm/mại dâm nam) để trao đổi lấy tiền bạc, vật chất hoặc một số quyền lợi và ưu đãi nào đó.
Nhà chứa là các tòa nhà chuyên dành cho hoạt động mại dâm. Mại dâm hộ tống là mua bán dâm tại nhà của khách hàng hoặc tại khách sạn thuê riêng. Ngoài ra còn một dạng khác là mại dâm đứng đường, tức là chào mời mua bán dâm trên đường phố. Hầu hết khách mua dâm là nam giới và người bán dâm là nữ giới, tuy vậy người bán dâm và mua dâm có thể thuộc bất kỳ giới tính và thiên hướng tình dục nào. Người bán dâm được gọi là gái mại dâm/mại dâm nam, hoặc dùng từ trung lập là người lao động tình dục. Mại dâm là một nhánh của công nghiệp tình dục, cùng với phim ảnh khiêu dâm, múa thoát y và nhảy gợi tình.
Tùy theo văn hóa và luật pháp ở từng quốc gia, mại dâm có thể là hợp pháp hay bất hợp pháp, là một tội phạm cho đến mức là một ngành kinh doanh có quản lý. Tổng doanh thu hàng năm của mại dâm trên toàn cầu ước tính là trên 100 tỷ USD. Trong tổng số 221 quốc gia và vùng lãnh thổ, có 20 nước xem mại dâm là hợp pháp, 41 nước không có bộ luật cấm mại dâm nhưng có các bộ luật khác để cấm các hoạt động như nhà chứa, môi giới, quảng cáo mua bán dâm... Khoảng 160 quốc gia còn lại đã ra những văn bản luật cấm các hình thức mại dâm. Tại khu vực châu Á, tất cả các quốc gia (trừ Bangladesh) đều coi mại dâm là bất hợp pháp (một số người nghĩ rằng mại dâm ở Thái Lan là hợp pháp, nhưng thực ra luật nước này coi mại dâm là bất hợp pháp).
Có những quan điểm cho rằng mại dâm là một hình thức bóc lột hoặc bạo lực đối với phụ nữ và trẻ em, giúp tạo ra động lực cho việc buôn người phát triển. Trong 30 năm, mại dâm từng là hợp pháp ở Thụy Điển, nhưng từ năm 1998 đã bị xem là bất hợp pháp, sau khi nước này xét thấy hợp pháp hóa mại dâm càng khiến nó lan tràn ngoài tầm kiểm soát, trong khi tổn hại về giá trị đạo đức xã hội lại quá lớn. Một số nhà phê bình về mại dâm là những người ủng hộ cách tiếp cận của Thụy Điển, cũng đã được Canada, Iceland, Cộng hoà Ireland, Bắc Ailen, Na Uy và Pháp thông qua, theo đó luật pháp các nước này coi việc mua dâm là hành vi bạo hành giới và sẽ phạt nặng người mua dâm.

## Trong văn hóa và xã hội
Mại dâm bắt nguồn từ tiếng Latinh là prostituere, có nghĩa là "bày ra để bán". Trong Xã hội học và Tội phạm học, theo nghĩa rộng, mại dâm có thể được định nghĩa như việc trao đổi sự thỏa mãn tình dục để lấy tiền hoặc bất cứ một giá trị vật chất nào.
Theo nhà xã hội học Pháp Émile Durkheim thì mại dâm cũng giống như nạn tự sát, là dấu hiệu của một xã hội rối loạn kỷ cương và suy đồi về đạo đức. Karl Marx và Lenin xem mại dâm là sự buôn bán xác thịt con người, phản ánh sự tha hóa đạo đức và áp bức bóc lột xuyên suốt lịch sử từ chế độ nô lệ, phong kiến cho tới chủ nghĩa tư bản, là điều cần phải xóa bỏ trong chủ nghĩa xã hội vốn chú trọng đạo đức và công bằng.
Các tổ chức nữ quyền phản đối mại dâm, xem nó là điển hình của sự bóc lột, chà đạp nhân phẩm phụ nữ và thể hiện sự thống trị của nam giới với phụ nữ, là kết quả của các trật tự xã hội gia trưởng, trong đó phụ nữ bị coi là công cụ thỏa mãn dục vọng cho nam giới. Tổ chức vận động phụ nữ châu Âu, tổ chức liên hiệp phụ nữ lớn nhất Liên minh châu Âu (EU), phụ trách các chương trình thúc đẩy quyền bình đẳng cho phụ nữ - đã lên án mại dâm là "một hình thức không thể chấp nhận của bạo lực chống lại phụ nữ".
Trong thập niên 1920, dưới thời Pháp thuộc, mại dâm được thực dân Pháp tổ chức hợp pháp để thu lợi nhuận. Năm 1924, nhà cách mạng Nguyễn Ái Quốc viết báo lên án: "Hai tệ nạn: Đa thê và mại dâm, nay được tổ chức theo kiểu châu Âu", và "Nước Pháp núp sau lá cờ ba sắc tự do - bình đẳng - bác ái, đang đưa vào các thuộc địa của nó rượu, thuốc phiện, mại dâm và gieo rắc nghèo đói, lụi bại và chết chóc cho dân bản xứ bên cạnh sự giàu sang kiếm được bằng cách bất lương của nó" Ngay từ năm 1930, Nguyễn Ái Quốc và Đảng Cộng sản Việt Nam đã đề ra chủ trương "chống chế độ đa thê, phản đối chính phủ Pháp duy trì và lợi dụng chế độ làm đĩ để thu thuế" Các truyền đơn chống Pháp của Đảng thường đề ra các khẩu hiệu như: chống nạn mại dâm, vận động phụ nữ tham gia vào công cuộc đấu tranh giải phóng dân tộc, xây dựng xã hội mới văn minh, bình đẳng. Xoá bỏ nạn mại dâm được Đảng Cộng sản xem là một biện pháp để nâng cao địa vị xã hội cũng như tôn trọng phẩm giá của phụ nữ.
Năm 2016, Pháp thông qua luật trừng phạt nặng khách mua dâm. Lý giải nguyên nhân Pháp lựa chọn chính sách này thay vì hợp pháp hóa mại dâm, bà Roselyne Bachelot, Bộ trưởng Các vấn đề xã hội Pháp cho hay: "Chúng tôi không thể chấp nhận những việc làm kiểu tùy tiện vui thú trên cơ thể người phụ nữ. Hợp pháp hóa hoạt động kinh doanh này (mại dâm) khiến nhiều người cho rằng, cơ thể phụ nữ luôn sẵn sàng để làm trò tiêu khiển cho đàn ông". Bà Yael Mellul - Chủ tịch Hiệp hội Phái nữ Tự do và nhà khoa học chính trị, lý giải: "Mua dâm là hành vi quan hệ tình dục bằng cách tạo áp lực lên người khác: áp lực của đồng tiền. Sự hiện diện của đồng tiền là bằng chứng không thể chối cãi được cho thấy một bên không hề tự nguyện trong quan hệ tình dục này, dù về lý thuyết họ có tự nguyện đi chăng nữa. Nói cách khác thì chính phủ Pháp coi mại dâm là một dạng bạo lực tình dục... Ở những nước công nhận mại dâm là một nghề và các nhà chứa được coi như là những cơ sở kinh doanh thì nạn buôn bán phụ nữ diễn ra rất kinh khủng, vì có cầu ắt có cung. Có thể nhìn thấy điều này các nước Đức, Úc, Tây Ban Nha, Hà Lan. Việc buôn bán phụ nữ này không khác gì chế độ buôn bán nô lệ ngày xưa"

### Công ước Liên hiệp quốc về chống mại dâm
Liên Hợp Quốc trong "Công ước ngăn chặn mua bán người và nạn khai thác mại dâm" quy định những hoạt động mua dâm, ép buộc người khác bán dâm là tội ác. Các nước tham gia Công ước đã ra tuyên bố chung "Mại dâm và các dạng tội ác khác đi kèm là hành vi chà đạp lên phẩm giá và giá trị của con người". Điều 6 Công ước về quyền phụ nữ kêu gọi ngăn chặn mọi hình thức buôn bán và khai thác mại dâm từ phụ nữ. Báo cáo năm 2009 của Liên Hợp Quốc cho thấy 79% nạn nhân của bọn buôn người là để phục vụ mại dâm, và mại dâm đã được coi là "chế độ nô lệ lớn nhất trong lịch sử".
Công ước Liên Hiệp quốc về trấn áp buôn bán người và bóc lột mại dâm người khác năm 1949, phê chuẩn ngày 02/12/1949 của Đại Hội đồng Liên Hợp Quốc, quy định:
| “ | Xét rằng, mại dâm và tệ nạn đi kèm với nó là buôn bán người vì mục đích mại dâm là trái với nhân phẩm, giá trị con người và đe dọa đến hạnh phúc của mỗi cá nhân, gia đình và cộng đồng, Xét rằng, liên quan tới việc trấn áp các hành động buôn bán phụ nữ, trẻ em, các văn kiện quốc tế dưới đây đã và đang có hiệu lực: 1. Công ước quốc tế ngày 18/5/1904 về trấn áp việc buôn bán phụ nữ để cưỡng bức mại dâm, đã được sửa đổi theo Nghị định thư được thông qua bởi Đại hội đồng Liên Hợp Quốc ngày 3/12/1948; 2. Công ước quốc tế ngày 4/5/1910 về trấn áp việc buôn bán phụ nữ để cưỡng bức mại dâm, đã được sửa đổi bởi Nghị định thư nêu trên; 3. Công ước quốc tế ngày 30/9/1921 về trấn áp việc buôn bán phụ nữ và trẻ em, đã được sửa đổi theo Nghị định thư được Đại hội đồng Liên Hợp Quốc thông qua ngày 20/10/1947;4. Công ước quốc tế ngày 11/10/1933 về trấn áp việc buôn bán phụ nữ ở mọi lứa tuổi, đã được sửa đổi bởi Nghị định thư nêu trên; Nay, Các Bên ký kết đã thỏa thuận như sau: Điều 1. Các quốc gia thành viên Công ước này nhất trí trừng phạt bất cứ người nào, để làm thoả mãn dục vọng của người khác, mà: 1. Môi giới, dụ dỗ hoặc dẫn dắt một người khác nhằm mục đích mại dâm, thậm chí với sự đồng ý của người đó; 2. Bóc lột mại dâm người khác, thậm chí với sự đồng ý của người đó, Điều 2. Các thành viên của Công ước này cũng nhất trí sẽ trừng phạt bất cứ người nào: 1. Tổ chức hay quản lý, cố ý tài trợ hoặc tham gia vào việc tài trợ cho một nhà chứa mại dâm; 2. Cố ý cho thuê hoặc đi thuê một ngôi nhà hoặc một địa điểm khác hoặc bất kỳ một phần địa điểm như vậy để sử dụng vào mục đích mại dâm Điều 3. Trong phạm vi pháp luật quốc gia cho phép, những cố gắng thực hiện bất kỳ tội phạm nào được đề cập tại các điều 1 và 2, và những hành động chuẩn bị tiến hành các tội phạm đó cũng sẽ bị trừng phạt... | ” |

### Mại dâm và tâm lý xã hội
Theo nhà tâm lý học Sigmund Freud, do có sự "thèm muốn nhục dục" (hay còn gọi là "ham của lạ") nên nhiều đàn ông không thể thỏa mãn ham muốn tình dục chỉ với người đàn bà mà họ gắn bó (vợ/người yêu). Họ cần một "ảo giác dâm dục" để đạt được sự hứng thú. Đó là tâm lý "chiếm hữu thật nhiều con giống cái" của "con đực", đây là tâm lý còn sót lại từ thời nguyên thủy, nếu đạo đức và lý trí của người đàn ông không đủ chế ngự thì nó sẽ bộc lộ ra. Tình yêu, sự gắn bó với vợ khiến họ không có được ảo giác này nên họ muốn tìm đến gái mại dâm. Vì vậy, đối với nhóm đàn ông này, đàn bà chia làm hai loại: một loại để yêu thương và bảo vệ, còn loại kia chỉ là công cụ để thỏa mãn nhục dục.
Martin Monto, nhà xã hội học tại Đại học Portland, cho biết: mại dâm thu hút một bộ phận đàn ông, bởi nó là một sự kết hợp giữa "phấn khích" (quan hệ tình dục với người khác ngoài bạn đời của họ) và "mạo hiểm" (về mặt đạo đức, pháp luật, hôn nhân, bệnh hoa liễu...) Khảo sát năm 2011 của tổ chức Prostitution Research & Education với 2 nhóm đàn ông (một nhóm đã từng mua dâm, nhóm kia thì không) đã phát hiện ra rằng "hầu hết những người đàn ông (thuộc cả hai nhóm) biết rằng mại dâm là có hại", đồng thời "những người đàn ông trả tiền cho quan hệ tình dục cũng có tỷ lệ cao hơn là đã từng phạm tội, chẳng hạn như hiếp dâm".
Theo "Tuyên ngôn toàn cầu về quyền tình dục" tổ chức tại Hồng Kông năm 1999, tự do tình dục là quyền bất khả xâm phạm của con người. Khi dùng tiền mua dâm, thì có nghĩa là quyền bất khả xâm phạm về tình dục (không vật chất nào chiếm đoạt được) của người bán dâm đã bị người mua dâm tước đoạt chỉ bằng một số tiền, nhiều khi là rất nhỏ. Mại dâm khiến phụ nữ (là đối tượng bán dâm chủ yếu) bị giảm giá trị nhân phẩm đi rất nhiều, vì chỉ cần một số tiền nhỏ là có thể sở hữu tình dục một phụ nữ. Mại dâm đã tách hành vi tình dục của con người ra khỏi yếu tố tình yêu và nghĩa vụ hôn nhân, tức là "đê tiện hóa" hành vi tình dục của con người: người ta làm tình với nhau không phải vì tình yêu mà chỉ vì bản năng bừa bãi như của động vật. Điều này giải thích tại sao nhân loại coi mại dâm là hành vi hạ thấp nhân phẩm của con người.
Có một số người cho rằng mại dâm giúp "giải quyết nhu cầu sinh lý", vì vậy cần hợp pháp hóa mại dâm và cho rằng nên coi đây là một "nghề bình thường". Nhưng chính những người này cũng sẽ không muốn lấy một người bán dâm làm vợ/chồng; và cũng không muốn người trong gia đình mình đi mua/bán dâm. Như vậy, thực ra trong suy nghĩ của những người này, họ vẫn coi mại dâm là một việc xấu và gia đình của họ cần tránh xa, việc họ cổ vũ hợp pháp hóa mại dâm chủ yếu là để bản thân họ không bị pháp luật trừng phạt khi mua dâm Tuy nhiên, giáo sư xã hội học Lê Thị Quý cho rằng: lý do "giải quyết nhu cầu sinh lý" để biện hộ cho hành vi mua bán dâm chủ yếu là sự ngụy biện của những người "khuyết tật về mặt nhận thức, tình cảm". Quan niệm này đang làm "đê mạt hóa" quan niệm về tình dục, bởi "tình dục là hoạt động thiêng liêng khi con người có sự hòa hợp về tinh thần, tình cảm, cảm xúc. Ngược lại, khi mua bán dâm, người ta đã bỏ tiền ra để mua vui trên thân xác phụ nữ mà không tính đến các yếu tố tình cảm, gây hệ lụy xấu cho gia đình, xã hội".

### Mại dâm trong các tôn giáo
Tất cả những tôn giáo lớn trên thế giới đều lên án mại dâm, coi đây là tội lỗi làm nhơ bẩn phẩm giá con người và các giá trị đạo đức mà xã hội cần hướng tới. Với Hồi giáo, mãi/mại dâm là trọng tội, có thể bị tử hình, nhưng ở nhánh Shia có cách lách luật: "Hôn nhân tưởng thức". Một người đàn ông theo dòng Shia được phép "cưới" một phụ nữ trong một thời gian từ một tiếng đồng hồ đến nhiều năm và sau đó phải trả cho người phụ nữ này một phần đã định trước. Ở người theo đạo Hồi Sunni, hình thức hôn nhân này bị cấm bởi nhà tiên tri Muhammad và được xem là mại dâm.
Trong Giáo hội Công giáo Rôma, ở Mười điều răn của Thiên Chúa, điều thứ 6 và thứ 9: "Chớ làm sự gian dâm… Chớ ham muốn vợ chồng người" (Xuất hành 20,14,17). Gian dâm bị coi là hành vi đi ngược lại sự công chính của nước Trời, Chúa Giêsu xếp tội này chung với tội ngoại tình và là điều xấu xa nhất xuất phát từ lòng tham của con người, làm con người bị ô uế. Thánh Phao-lô dạy: "Những kẻ dâm đãng, ngoại tình, trụy lạc… sẽ không được nước Chúa làm cơ nghiệp... việc quan hệ với đĩ điếm và tìm sự thỏa mãn tình dục bất chính dưới mọi hình thức đều làm nguy hại nặng nề tới mối quan hệ thần thánh giữa người Kitô hữu và Thiên Chúa." Sách giáo lý ghi: "Mại dâm làm tổn thương phẩm giá của kẻ tham gia. Kẻ mua dâm đã gây ra tội lỗi nghiêm trọng chống lại chính mình: kẻ đó đã vi phạm đức khiết tịnh và làm ô uế chính cơ thể mình, ngôi đền thiêng của Chúa Thánh Linh. Mại dâm là một tai họa cho xã hội."
Các nhà kinh điển Nho giáo thì dạy: "Sóng cồn gió táp tuy nguy hiểm, nhưng cũng không nguy hiểm bằng dục vọng con người. Con người ham muốn nhiều thứ, nhưng không gì làm đắm đuối lòng người bằng tửu sắc (rượu và nữ sắc), đam mê sắc dục. Kẻ tiểu nhân thấy nữ sắc thì quên hết Lễ nghĩa liêm sỉ mà hùa với nhau làm bậy, còn Người quân tử thì phải uốn nắn khuyên răn nhau mà tránh cái mầm họa của sắc dục. Người xưa có nói: "Nơi nguy hiểm nhất là ở trên giường ngủ và chốn ăn nhậu. Phải cẩn thận mà tránh." Khổng Tử từng khuyên Lỗ Ai công: "Vua Kiệt nhà Hạ, vua Trụ nhà Thương đều giàu có bạc vạn, uy chấn bốn biển. Cuối cùng chỉ vì đam mê nữ sắc mà mang họa vong quốc, nước mất mạng vong."

#### Phật giáo

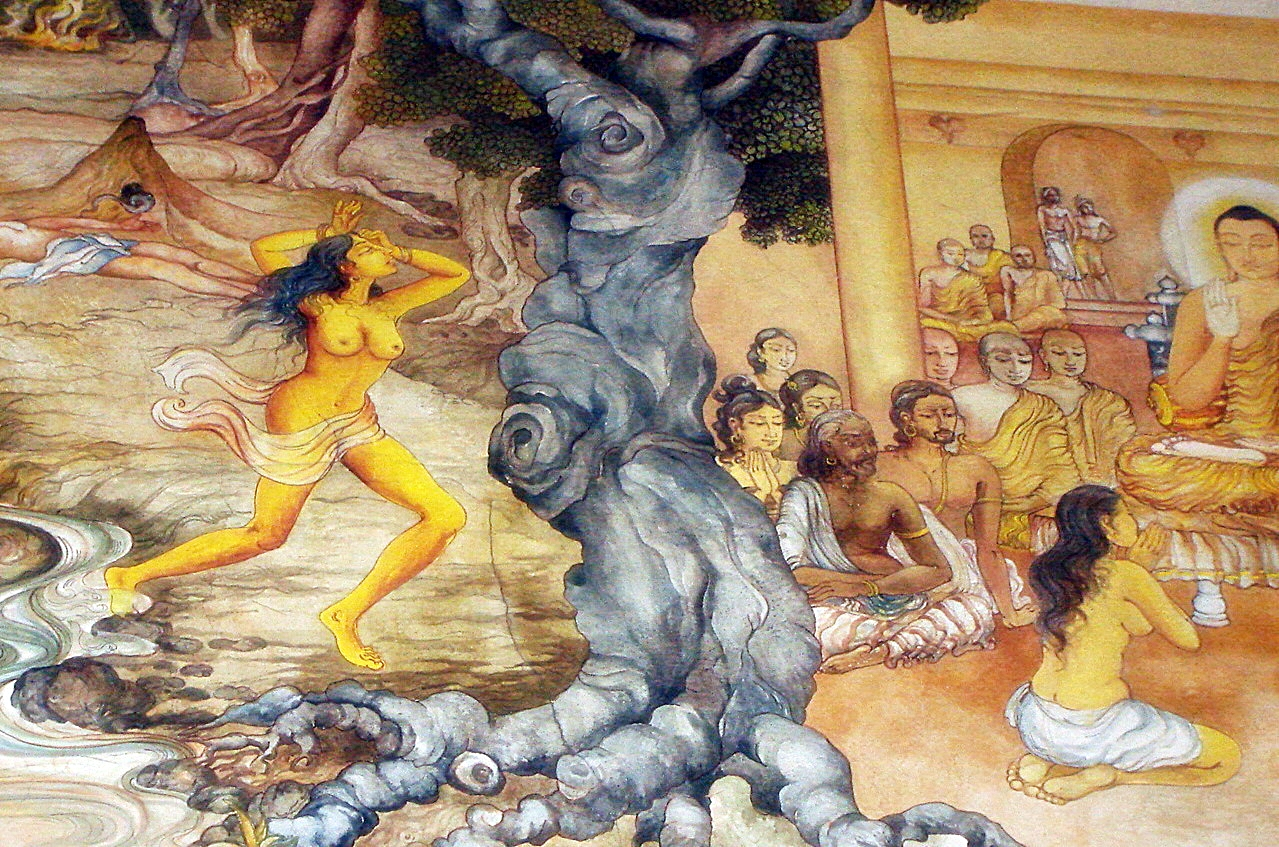
Đức Phật cảm hóa nàng Patachara

Trong Phật giáo, mại dâm bị khép vào tội "Tà dâm". Khi tại thế, Đức Phật Thích Ca từng giáo hóa, cứu độ nhiều kỹ nữ, tiêu biểu như nàng Phệ Sa. Ngài dạy: 
"Kẻ ôm lòng ái dục cũng như kẻ cầm đuốc đi ngược gió, tất bị họa cháy tay. Kẻ say mê sắc dục như cá nuốt lưỡi câu, như thiêu thân bay vào đèn, tự dấn thân vào chỗ chết mà không hay biết". Mỗi người ai cũng muốn gia đình mình đầm ấm yên vui, vợ con đoan chính, vậy cớ sao lại đi phá hại gia cương, làm nhục nhã tông môn người khác, đưa vợ con người khác vào đường dâm loạn... Được thác sinh kiếp người là khó, gặp được chính pháp lại càng khó. Ai cũng có lòng dâm dục, nhưng giữ gìn không tà dâm mới là đạo lý làm người. Để nhân dục làm bại hoại luân lý, chẳng những uổng cả kiếp người, còn gieo mầm Ác Quả về sau.
Trong kinh A Hàm và Nikaya, Phật khuyên người cư sĩ không nên làm 6 nghề ác vì không phù hợp với tâm từ bi của đạo Phật, gây khổ đau cho nhiều chúng sinh, tạo ra Ác nghiệp và sẽ bị đọa vào ba ác đạo (Địa ngục, Ngạ quỷ, Súc sinh). Một trong 6 nghề đó là buôn bán người, bao gồm hai loại: buôn nô lệ lao động khổ sai - là mãi nô, buôn xác thịt phục vụ dâm dục - là mãi dâm. Phật nói rằng kẻ làm nghề này rất độc ác, dùng thế lực, tiền bạc bắt ép những người bất hạnh phải bán thân làm nô lệ, làm gái mại dâm, khiến cho bao gia đình khổ đau và tan nát. Mại dâm là một hành vi đồi bại làm mất nhân phẩm của con người, khiến con người không còn đạo đức và hành xử còn tệ hơn loài thú vật, vậy nên kẻ làm nghề này cũng gây ra Ác Nghiệp rất lớn. Luật nhân quả không chừa một ai, khi báo ứng ập tới thì không ai có thể cứu được những kẻ này
Theo Phật giáo, mại dâm sẽ gây ra một nghiệp rất lớn, kẻ mua bán, chứa chấp, cổ xúy mại dâm không thể tránh khỏi nhận lãnh quả báo dù ở kiếp này hay kiếp sau theo nguyên lý "Nhân quả tuần hoàn, Tất có báo ứng". Lạc thú từ tà dâm chỉ là nhất thời, nhưng tội nghiệt thì to như núi, quả báo là nghiêm trọng nhất. Kẻ bán dâm vì tiền mà đem nhân phẩm, thân thể làm đồ chơi cho kẻ khác, gây ô nhục bản thân, gia đình và xã hội; kẻ mua dâm thì dùng kim tiền để chà đạp nhân phẩm con người, làm bại hoại nhân luân, kỷ cương xã hội.

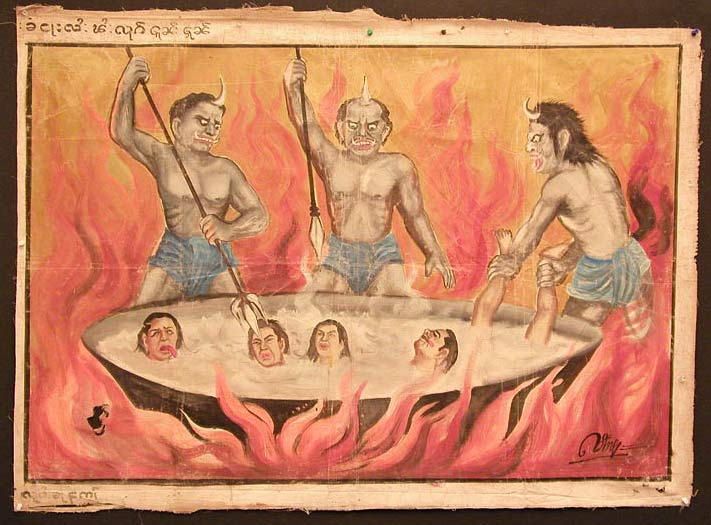
Tội nhân chịu quả báo trong Bát nhiệt địa ngục

Trong Bát nhiệt địa ngục, có nhiều ngục dành cho những kẻ mua bán dâm: "Dầu Oa Địa Ngục" (Ngục dầu sôi), "Tiểu Phẩn Niệu Nê Địa Ngục" (Ngục Bùn phân nước tiểu - đọa cho kẻ bán dâm), "Ngục cát thâm thử giáo" (chuột cắn xé tinh hoàn - cho kẻ mua dâm tham dục hiếu sắc), "Ngục bát trường" (Ngục moi ruột - cho kẻ chứa chấp dắt mối mại dâm), "Ngục trát diều thoát xát" (Bửa sọ - cho những kẻ có học mà lại viết báo, làm luật cổ xúy mại dâm). Tại đó tội nhân bị hành hạ thiêu đốt để trả nghiệp báo cho sự dâm dục vô đạo khi còn sinh thời, khi đầu thai sẽ bị đưa vào súc sinh giới vô tri chỉ biết sống theo bản năng, đúng như nguyên tắc "Gieo Nhân nào gặt Quả nấy". Nếu phạm tội nặng (con đưa cha đi mua dâm, mẹ ép con bán dâm, cưỡng ép nhiều phụ nữ phải lâm vào con đường bán dâm...) thì sẽ đọa vào A Tì địa ngục, phải chịu khổ hình rất lâu dài.
Phật Thích Ca dạy, sự đau khổ trong địa ngục là ngoài sức mô tả. Một khi rơi vào ngục Vô Gián thì sẽ không còn đường ra nữa. Càng cố thỏa mãn lòng tham sắc dục thì kẻ u mê chỉ càng chìm trong vũng bùn Tội nghiệt. Sự dâm dục phóng túng chỉ là thoáng chốc, nhưng quả báo thì ghê gớm vô cùng. "Có Nhân ắt có Quả, hại người ắt hại mình... Biết lấy điều hổ thẹn để tự răn mình, thế gian ít người làm được. Nhưng người đã làm được, họ khéo tránh điều khổ nhục như ngựa hay khéo tránh roi da." - Một người khôn ngoan, nghe được Phật pháp nên hiểu rõ điều này mà chiêm nghiệm, giữ mình khỏi cám dỗ của lòng dâm dục bất chính.

## Những ngộ nhận về mại dâm
Xem chi tiết tại Hợp pháp hóa mại dâm và các hệ lụy
- Ngộ nhận: Mại dâm là nghề lâu đời nhất thế giới.
- Sự thực: buôn bán nô lệ và chăn nuôi du mục mới là ngành nghề lâu đời nhất thế giới, và mại dâm được sinh ra từ chính nạn buôn nô lệ.[27]
- Ngộ nhận: Mại dâm sẽ giải tỏa nhu cầu bản năng cho nam giới, giảm đi số vụ hiếp dâm.                                    Sự thật: mại dâm càng phổ biến thì càng kích thích dục vọng của đàn ông, qua đó làm gia tăng nạn hiếp dâm. Ví dụ: bang Nevada (bang duy nhất ở Mỹ cho hợp pháp mại dâm) cũng là bang có tỷ lệ hiếp dâm cao nhất nước Mỹ, thành phố Las Vegas tại bang này có tỷ lệ hãm hiếp cao gấp 3 lần thành phố New York và gấp 4 lần mức trung bình của toàn nước Mỹ.[28] Năm 2007, tại các vùng nông thôn có mại dâm hợp pháp tại Nevada, tỷ lệ hiếp dâm cao gấp 5 lần so với các vùng nông thôn cấm mại dâm (tỷ lệ 45,7 vụ so với 8,8 vụ/100 ngàn dân)[29] Hoặc Thái Lan, nước có mại dâm phổ biến nhất thì cũng có tỷ lệ hiếp dâm cao nhất Đông Nam Á (~7-8 vụ/100 ngàn dân, gấp 2 lần Philipines, 3 lần Singapore và gấp 5 lần Việt Nam[30][31]). Hơn nữa, nên nhớ rằng chính bản thân mại dâm cũng là sự bạo hành và chà đạp phẩm giá con người.
- Ngộ nhận: Mại dâm chỉ là sự "trao đổi cá nhân" mang tính tự nguyện, bán dâm cũng là "lao động", nghiêm cấm mại dâm là "vi phạm tự do cá nhân". Sự thật: có đầy đủ bằng chứng về tác hại của tệ nạn mại dâm từ các nhà nghiên cứu, cơ quan y tế và thực thi pháp luật. Hành vi gây phương hại tới xã hội thì không thể xem là "lao động", cũng không thể lấy "tự do cá nhân" hoặc "trao đổi tự nguyện" để biện minh cho hành vi này. Vì vậy Liên Hợp Quốc đã ra Công ước quốc tế kêu gọi ngăn chặn mại dâm[32]
- Ngộ nhận: Các nước tiên tiến đều hợp pháp hóa mại dâm.                             Sự thật: trong số 40 nước có GDP đầu người cao nhất thế giới, chỉ có 5 nước (và một số bang của Úc) hợp pháp hóa mại dâm, 35 nước còn lại đều cấm mại dâm ở các mức độ khác nhau. 15 nước hợp pháp hóa mại dâm còn lại phần lớn đều là những nước nghèo có pháp luật lỏng lẻo, tội phạm lũng đoạn chính quyền và nạn buôn người diễn ra công khai.
- Ngộ nhận: Những người ủng hộ hợp pháp hóa mại dâm vì cho rằng như vậy là "nhân văn, hiện đại".                 Sự thật: đó chỉ là lối suy nghĩ thiển cận mang tính "tiêu chuẩn kép". Những người ủng hộ hợp pháp hóa mại dâm nhiệt tình nhất cũng sẽ ngay lập tức thay đổi thái độ nếu một nhà thổ (dù là hợp pháp) được đặt cạnh nhà họ, hoặc nếu vợ con họ cũng đi bán dâm. Như vậy thực ra trong thâm tâm họ vẫn ý thức mại dâm là điều có hại.
- Ngộ nhận: Nhu cầu tình dục là tự nhiên, do đó mại dâm luôn tồn tại như một hình thức tự nhiên.                      Sự thật: Hầu hết những người đàn ông mua dâm có các đối tác tình dục khác (vợ, người tình...), họ mua dâm vì "ham của lạ" chứ không phải vì thiếu thốn tình dục. Hơn nữa, nhu cầu tình dục hoàn toàn khác với các nhu cầu thiết yếu như ăn uống, hít thở... Những người đàn ông được giáo dục tốt sẽ biết cách kiềm chế bản năng tình dục và sẽ không mua dâm ngay cả khi họ không có bạn tình, tiêu biểu như Thụy Điển hay Canada, chỉ 7% nam giới nước này từng mua dâm.[32]
- Ngộ nhận: Người đàn ông mua dâm vì không có vợ hoặc người vợ không thỏa mãn tình dục cho họ.                 Sự thật: Theo khảo sát năm 2010 ở Mỹ của Melissa Farley, lý do mua dâm phổ biến nhất chỉ là để thoả mãn nhu cầu tình dục nhanh chóng, 21% mua dâm vì định kiến chủng tộc hoặc để tìm kiếm cảm giác được phục tùng, 20% mua dâm vì không hài lòng với mối quan hệ hiện tại; chỉ có 15% đến gái mại dâm vì không có kết nối cảm xúc hoặc cam kết hôn nhân[33].
- Ngộ nhận: Mại dâm là sự giải phóng tình dục.                                                  Sự thật: Mại dâm là sự khai thác, bóc lột tình dục, thể hiện sự bạo hành giới.[32]
- Ngộ nhận: Không thể xóa bỏ được mại dâm, các cố gắng để xóa bỏ tệ nạn mại dâm là vô ích.                        Sự thật: Không có bằng chứng cho điều này. Tại Thụy Điển, Liên Xô (cũ) và một số quốc gia khác nghiêm cấm mại dâm rất nghiêm khắc, chính phủ chú trọng phúc lợi và công bằng xã hội, và mại dâm ở các nước này gần như bị triệt tiêu (xem Mô hình chống mại dâm của Thụy Điển).[32]
- Ngộ nhận: Hợp pháp hóa mại dâm giúp loại bỏ tội phạm và buôn người. Sự thật: hợp pháp hóa chỉ mang lại lợi ích cho chủ chứa, bọn buôn người và khách làng chơi. Gái mại dâm vẫn chỉ là một món hàng, không hơn.[34]
- Ngộ nhận: Hợp pháp hoá mại dâm sẽ giúp kiểm soát nó tốt hơn, hạn chế mua bán dâm lén lút và bệnh hoa liễu. Sự thật: việc dỡ bỏ các điều luật cấm nghiêm khắc sẽ càng làm gia tăng mại dâm lén lút. Gái bán dâm sẽ không chịu đăng ký hành nghề mà vẫn sẽ làm chui để khỏi bị công khai danh tính và nộp thuế. Cùng với đó sẽ kéo theo nạn làm giả giấy phép, đưa hối lộ và mại dâm trẻ em. Bệnh hoa liễu theo đó cũng gia tăng. Hợp pháp hoá mại dâm không thể làm giảm những tác hại vốn là bản chất của chính nó, mà còn kéo theo nhiều mối nguy khác cho xã hội.[34][35]
- Ngộ nhận: Hợp pháp hóa mại dâm mang lại khoản thuế lớn cho nhà nước.                                                      Sự thật: chi phí quản lý mại dâm luôn cao gấp nhiều lần khoản thuế thu được, chủ chứa và gái mại dâm sẽ luôn tìm cách để trốn thuế. Những khu vực mại dâm hợp pháp sẽ dẫn tới việc gia tăng tội phạm, làm sụt giảm các hoạt động thương mại và giá bất động sản địa phương.[34]
- Ngộ nhận: Mại dâm ở Thái Lan do chính phủ điều hành và được tổ chức tốt để giảm tác hại.                              Sự thật: mại dâm ở Thái Lan chính thức là bị cấm, nhưng vẫn hoạt động công khai do được các tổ chức mafia bảo kê, và nước này có tỷ lệ nhiễm AIDS và hiếp dâm cao hàng đầu châu Á.

## Tác hại

### Tác hại về sức khỏe
Trường Y tế công cộng Johns Hopkins ở Baltimore đã tổng kết các nghiên cứu từ tháng 1/2007 đến 6/2011 để đánh giá tỉ lệ nhiễm AIDS ở 99.878 gái mại dâm tại hơn 50 quốc gia. Kết quả tỉ lệ nhiễm HIV tính chung là 11,8%. Tổng cộng có 30,7% gái mại dâm nhiễm HIV trong nhóm 26 nước có tỉ lệ nhiễm HIV cơ bản ở mức trung bình và cao., đó là chưa kể các loại bệnh khác như giang mai, lậu, viêm gan... Một người bán dâm thường có quan hệ tình dục với hàng ngàn lượt khách mua dâm, nên tỉ lệ lây nhiễm cũng như truyền bệnh cho nhau là rất cao.
Ngay cả khi có sử dụng các biện pháp an toàn tình dục thì khả năng mắc bệnh hoa liễu khi mua bán dâm vẫn rất cao. Ví dụ, dù có sử dụng bao cao su, tỉ lệ rủi ro lây nhiễm bệnh vẫn vào khoảng 8-9% (do rách, tuột hoặc do tinh dịch thẩm thấu qua màng cao su). Nếu bao cao su có chất lượng thấp thì tỷ lệ lây nhiễm còn cao hơn nữa. Điều này càng trở nên nguy hiểm khi nhiều người lầm tưởng rằng chỉ cần sử dụng bao cao su thì sẽ ngăn ngừa được tuyệt đối nguy cơ lây nhiễm bệnh.
Bên cạnh đó, nhiều bệnh như Chlamydia, viêm gan, nấm, sùi mào gà... lây nhiễm rất phức tạp qua cả đường miệng, quần áo, khăn tắm, ga đệm... nên bao cao su cũng không thể phòng tránh. Nhiều bệnh như lậu mủ, Herpes sinh dục, HPV... dù không chết người nhưng sẽ để lại di chứng lâu dài và nặng nề (nhất là khi mang thai sẽ lây cho đứa con).
Bên cạnh các bệnh "cổ điển" như AIDS, giang mai, lậu mủ, hột xoài... các tổn thương về thể xác khác như viêm khớp và dị dạng ở đầu gối, khớp chân, hông, lưng (hậu quả của việc đứng lâu trên đường phố) cũng rất thường xuyên. Thêm vào đó là viêm bể thận (pyelitis) và viêm bàng quang (cystitis) mạn tính do nhiễm lạnh, các bệnh tật ở tử cung và nhiều bệnh khác.
Kết quả nghiên cứu năm 2001 ở Việt Nam cho biết 51% gái mại dâm nghiện ma túy và 27% bị nhiễm HIV, chưa kể các bệnh khác như viêm gan, bệnh lậu, giang mai... Theo Cục Phòng chống TNXH Hà Nội, ở đây có khoảng 7.000 gái mại dâm, trong đó 2.000 là gái đứng đường, 80% số này nghiện ma tuý và nhiễm HIV. Đáng báo động, do tâm lý buông xuôi và "hận đời" khi biết mình đã nhiễm bệnh, tỷ lệ sử dụng bao cao su ở nhóm gái mại dâm nhiễm HIV chỉ có 23,3%. Năm 2000 chỉ có 25.000 khách làng chơi nhiễm HIV từ gái bán dâm nhưng 5 năm sau đó đã lên tới 60.000. Thống kê 6 tháng đầu năm 2012 đã phát hiện thêm gần 6.000 ca nhiễm HIV mới, lây qua đường tình dục là nguyên nhân đứng đầu với tỷ lệ 45,6%, chủ yếu là do mua bán dâm gây ra.

### Tổn thương tinh thần
Tổn thương tâm lý (trauma) có thể là một hậu quả ở những người bị cưỡng bức bán dâm mà kết quả có thể là những bệnh như rối loạn nhân cách ranh giới (tiếng Anh: borderline personality disorder), rối loạn thần kinh chức năng (neurosis) tình dục nặng đến mức hoàn toàn mất khả năng cảm nhận bất kỳ một cảm hứng tình dục cá nhân nào trong lãnh vực riêng tư. Một phần những người bị tổn thương tâm thần nặng đến mức không có thể xây dựng hay giữ gìn bất kỳ một liên hệ nào về tình bạn lẫn tình cảm. Nhiều gái mại dâm khác thì trở nên chai sạn, không còn tin tưởng và thậm chí trở nên căm thù đàn ông, cho rằng tất cả đàn ông đều là những kẻ xấu xa ích kỷ, chỉ biết thỏa mãn dục vọng bản thân và chuyên lừa dối vợ con.

### Tác hại về xã hội
Nhà nghiên cứu Maxwell năm 2000 đã công bố các bằng chứng về sự móc nối chặt chẽ giữa mại dâm với buôn ma túy, cùng sự tham gia của các dạng tội phạm khác, đặc biệt là cướp tài sản, buôn người và rửa tiền. Nếu hợp pháp hóa mại dâm thì sẽ kéo theo sự lan tràn của các loại tệ nạn khác vốn còn nguy hiểm hơn như ma túy, buôn người, tham nhũng, tội phạm có tổ chức.
Mại dâm càng phát triển thì sẽ càng làm tăng nhu cầu gái mại dâm phục vụ thị trường mua bán dâm, do đó làm nạn buôn người phát triển. Các cơ sở mại dâm cũng cần đến sự bao che của nhân viên công quyền cho những vi phạm pháp luật của họ và các băng đảng để bảo vệ hoạt động của họ do đó làm tăng nạn tham nhũng và các băng đảng bảo kê cho các nhà chứa. Ngành công nghiệp tình dục luôn là mảnh đất màu mỡ nuôi dưỡng các tổ chức tội phạm lớn như Hội Tam Hoàng. Khách mua dâm và gái mại dâm thường có thói quen sử dụng ma túy do đó làm tăng nhu cầu ma túy dẫn đến tăng hoạt động mua bán và vận chuyển ma túy. Tham nhũng, buôn bán ma túy, buôn người, băng đảng tăng làm tăng nạn rửa tiền.
Ví dụ tại Hà Lan, chỉ sau 10 năm hợp pháp hóa mại dâm, mại dâm đã vượt ra ngoài tầm kiểm soát. Các tổ chức tội phạm lớn đã nhúng tay vào hoạt động buôn bán phụ nữ, ma túy, giết người và các dạng tội phạm khác. Chính các quán cà phê cần sa và nhà thổ được cấp phép lại là những nơi ẩn náu hợp pháp cho bọn tội phạm. Nhu cầu cần sa và phụ nữ tăng nhanh khiến cho Hà Lan trở thành thị trường béo bở cho tội phạm có tổ chức. Hoặc tại Đức, chỉ sau 5 năm hợp pháp hóa mại dâm, nạn buôn người đã tăng 70%. 2/3 số gái mại dâm ở Đức là phụ nữ từ Đông Âu; Columbia, Thái Lan và châu Phi, họ bị các băng đảng buôn người đưa vào và cưỡng ép bán dâm.
Về mặt đạo đức và văn hóa, mại dâm vừa là sản phẩm, vừa là tác nhân thúc đẩy chủ nghĩa hưởng thụ, sự "tiền tệ hóa giá trị đạo đức và nhân phẩm". Tại đó con người sùng bái đồng tiền một cách mù quáng, thèm khát vô độ dục vọng bản năng mà sẵn sàng vứt bỏ những giá trị về nhân phẩm, danh dự, rằng chỉ cần có tiền thì ngay cả thân thể con người cũng trở thành hàng hóa mua bán. Hành vi tình dục của con người bị mất hết những giá trị thiêng liêng và khuôn khổ đạo đức, trở thành thứ bản năng giống như thú vật. Tóm lại, mại dâm là hành vi chà đạp lên phẩm giá con người, đưa tới sự băng hoại đạo đức lối sống của xã hội, sự "thú tính hóa" hoạt động tình dục của con người, làm sụp đổ những giá trị về hôn nhân, tình yêu và lòng chung thủy.
Tại các nước phương Đông vốn chú trọng tinh thần và bản sắc dân tộc, mại dâm (nhất là với khách nước ngoài) còn là hành vi sỉ nhục, xúc phạm đến lòng tự tôn dân tộc, gây hoen ố hình ảnh văn hóa quốc gia và là nỗi hổ thẹn cho toàn đất nước. Suốt từ Chiến tranh thế giới thứ hai tới nay, hai dân tộc Trung Quốc và Triều Tiên vẫn không nguôi nỗi nhục khi phụ nữ của họ trở thành gái điếm phục vụ cho lính Nhật.
Ở cấp độ gia đình, việc người vợ/chồng có hành vi mua/bán dâm sẽ gây ra nguy cơ lây nhiễm bệnh hoa liễu cho bạn đời. Tại các nước có nạn mại dâm phát triển như Thái Lan, tỷ lệ nhiễm HIV luôn cao hơn các nước trong khu vực. Đây là gánh nặng đối với xã hội và hệ thống y tế. Hơn nữa, nếu việc mua/bán dâm bị phát hiện sẽ dẫn tới bất hòa, làm tan vỡ hạnh phúc gia đình, đe dọa nghiêm trọng chế độ hôn nhân một vợ một chồng mà con người xác lập. Việc hợp pháp hóa mại dâm sẽ làm tăng nhu cầu mua dâm do đó tăng sự bất hòa gia đình dẫn đến tăng tỷ lệ ly hôn. Tỷ lệ ly hôn tăng dẫn đến nhiều hệ lụy xã hội khác như tỷ lệ trẻ em bỏ học tăng, tội phạm vị thành niên tăng...

## Lịch sử

### Thời cổ đại
Từ thời thượng cổ trước đây hơn 4.000 năm, thí dụ như tại Babylon, đã tồn tại cái gọi là mại dâm tôn giáo. Đổi lại quà tặng, những người phụ nữ ở đó thực hiện những hành động tình dục. Nhưng điều này có liên quan đến việc thờ cúng thần thánh (một dạng của hiến tế) nên bản chất của nó không giống như mại dâm ngày nay.

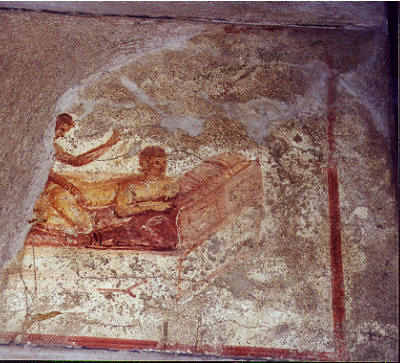
Hình trên tường tại một nhà chứa ở Pompeii

Phải tới thời Thượng cổ Hy Lạp (2.700 năm trước), phụ nữ mại dâm (hetaera) theo khái niệm ngày nay mới ra đời, tức là vì vật chất chứ không phải tế lễ. Các cuộc hành quân của Alexander Đại Đế cũng đã được tháp tùng bởi nhiều gái mại dâm. Trong Hy Lạp cổ đã phân biệt rõ những gái mại dâm bình thường (porna) và phụ nữ mua vui hạng sang (hetaera):
- Ngược với gái mại dâm thông thường, phụ nữ mua vui hạng sang có học thức, được đào tạo về âm nhạc và khiêu vũ và được phép có mặt trong lúc đàn ông họp mặt và cùng nói chuyện về chính trị. Người phụ nữ này có địa vị cao trong xã hội, đến thăm viếng họ không có nghĩa là ngoại tình, và họ mua vui cho đàn ông bằng nghệ thuật, thi ca chứ không bán dâm (xem Geisha).
- Gái mại dâm bình thường (porna) phần lớn là nữ nô lệ được trả tự do, phải lang thang kiếm sống trên đường phố.

Trong Đế quốc La Mã làm việc này phần lớn là những nô lệ nam và nữ. Mại dâm ở Roma thời Cổ đại đã có những chuyên môn hóa giống như ngày nay. Có những người bán dâm sử dụng cả nghĩa địa làm nơi hoạt động. Tiền trả phụ thuộc nhiều vào vị trí và tầng lớp xã hội, những người bán dâm rẻ tiền nhất (phần lớn là nô lệ được phóng thích và con của nô lệ) chỉ có thể đòi hỏi giá tiền không hơn một cái bánh mì là bao.
Thế nhưng không chỉ có phụ nữ bình thường bán dâm, ngay cả giới hiệp sĩ và quý tộc cũng có người bán dâm, vợ của hoàng đế La Mã Claudius là Messalina cũng bị đồn đại là đã từng bán dâm. Việc này trong đầu Thời kỳ Hoàng đế Roma có quy mô đến mức hoàng đế Augustus đã ban hành luật cấm việc mại dâm của phụ nữ có địa vị cao. Luật lệ bất lợi cho người bán dâm ở chỗ là chỉ được phép kết hôn với những người có địa vị dưới họ. Kết hôn phần nhiều là con đường duy nhất thoát khỏi mại dâm, nhưng họ lại đứng phía dưới đáy xã hội nên sự lựa chọn rất là ít.

### Trung cổ
Trong thế kỷ XII các nhà chứa tại châu Âu thời Trung cổ được nhắc đến trong văn kiện. Một trong những nhà chứa lâu đời nhất của Đức (vẫn còn hoạt động) ở tại Minden. 

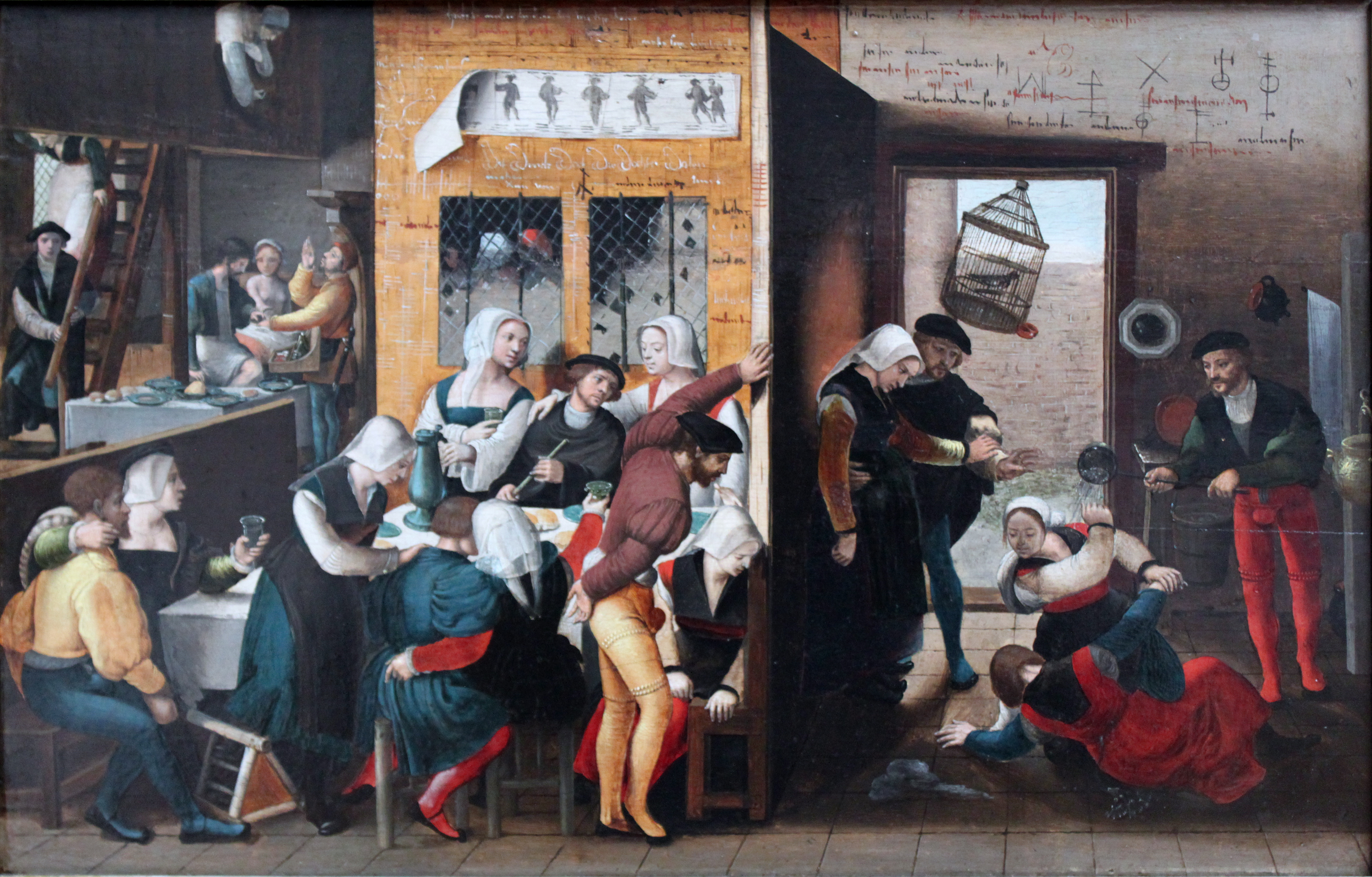
Cảnh náo loạn trong một quán rượu và bán dâm, tranh của Brunswick Monogrammist, năm 1537

Nguyên nhân là do việc tìm đến mại dâm này được coi như là một điều xấu miễn cưỡng nhưng cần thiết để thỏa mãn những đội lính đánh thuê mà các lãnh chúa châu Âu phong kiến tuyển mộ. Trong thành phố thời Trung cổ các nhà chứa thường được đặt trước hay ngay sau thành lũy để người qua đường đi qua đó trước khi vào thành phố.

### Thời bắt đầu công nghiệp hóa

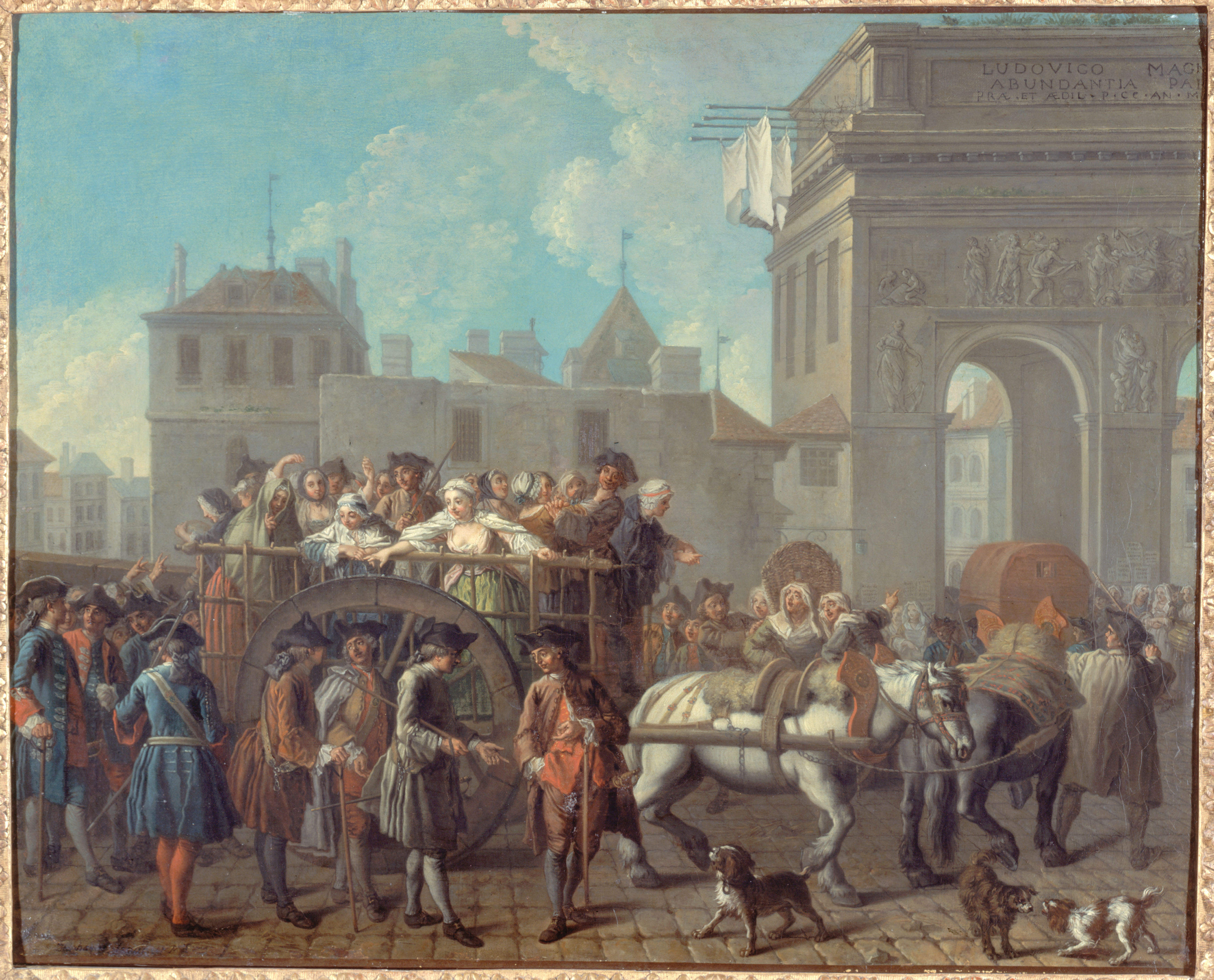
Chở những phụ nữ mại dâm về Salpêtrière. Étienne Jeaurat, 1755, bảo tàng Carnavalet

Tại châu Âu con số người bán dâm tăng nhanh đặc biệt là trong thế kỷ XIX. Việc di dân vào thành phố ngày càng tăng dẫn đến một phần ngày càng đông của dân cư thành phố không có thu nhập đủ cho cuộc sống, đặc biệt là phụ nữ, là những người thông thường chỉ có trình độ thấp và chỉ nhận được những nghề mà tiền lương thấp.

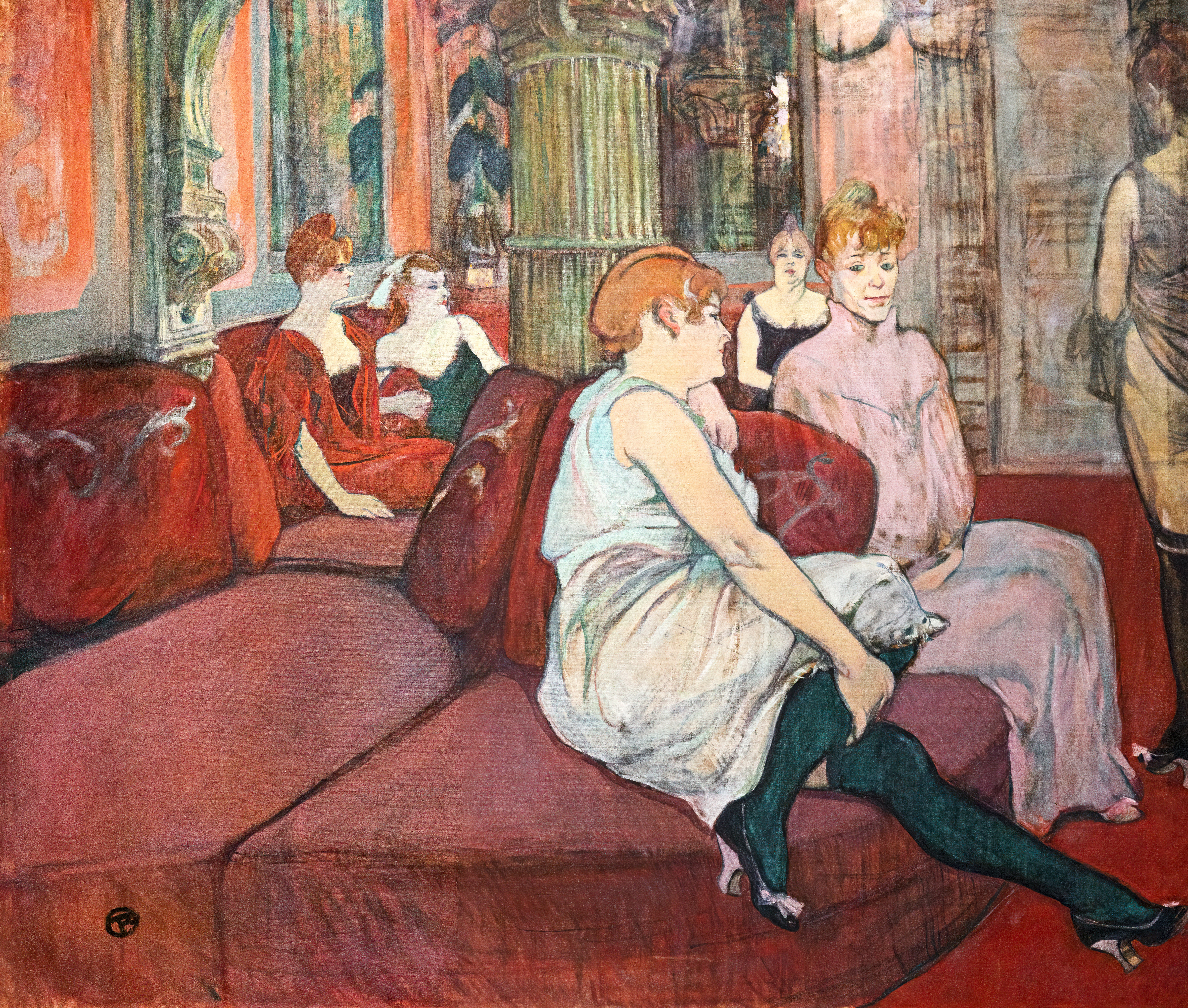
Tranh vẽ một salon bán dâm tại Toulouse, Pháp của Henri de Toulouse-Lautrec, năm 1894

Việc này dẫn đến việc có những quốc gia chuyển sang quy định pháp luật cho việc mại dâm. Các quy định như thế, được biện hộ là việc kiểm soát về xã hội, chính sách sức khỏe hay đạo đức, nhưng thực tế lại làm cho người bán dâm không thể thoát ra khỏi con đường đen tối đó. Quy định cũng "đổ bê tông" cho "tiêu chuẩn kép" về tình dục: người bán dâm bị xã hội khinh rẻ, nhưng pháp luật lại nhìn mại dâm như một sự miễn cưỡng cần thiết cho phái nam thỏa mãn dục vọng. Vì sự nước đôi này mà các tổ chức nữ quyền luôn tẩy chay các ý đồ muốn hợp pháp hóa mại dâm, xem đó là sự lạm dụng pháp luật để sỉ nhục nhân phẩm người phụ nữ.
Nhiều phụ nữ giới trung lưu chống lại "đạo đức đôi" này. Josephine Butler là một người phụ nữ đấu tranh kiên quyết từ Vương quốc Liên hiệp Anh và Bắc Ireland, dẫn đầu cuộc đấu tranh của Ladies' National Organisation chống lại Contagious Diseases Acts (Luật về các bệnh lây). Cuộc vận động này nhìn người bán dâm không phải là "kẻ có tội" mà là nạn nhân của dục vọng của đàn ông. Cuộc vận động này đã cấp tiến hoá nhiều phụ nữ, làm cho họ trở nên cứng rắn hơn đối với những cuộc tấn công và lăng nhục từ công chúng và tạo nên một cơ sở cho việc chống đối về chính trị" (Philipps, trang 86).
Trong nghệ thuật thế kỷ XIX có thể thấy một biến đổi trong việc mô tả người bán dâm: Đại diện của trường phái tự nhiên như Richard Dehmel, Max Dauthendey, Otto Erich Hartleben, Otto Julius Bierbaum và Karl Bleibtreu đã nâng người bán dâm lên thành 'venus vulgivaga' theo một ý nghĩa ham muốn bản năng hơn là chính trị." (Gordon A. Craig).

### Thế kỷ XX
Trong Chiến tranh thế giới thứ hai, hàng trăm nhà chứa dành cho quân nhân đã được Đức Quốc xã (tiếng Đức: Wehrmacht) và lực lượng SS thành lập. Những người phụ nữ nào nhiễm bệnh hoa liễu trong hình thức lao động cưỡng bức này thường chết trong trại hành quyết. Một thí dụ khác là Nhật Bản, họ gọi trại đi là "đàn bà an ủi" (tiếng Nhật: 慰安婦 úy an phụ; tiếng Anh: comfort women), phần nhiều là phụ nữ Trung Quốc hay Triều Tiên hoạt động ở những cơ sở này. Chính phủ Trung Quốc và Triều Tiên luôn coi đây là nỗi nhục to lớn với dân tộc mình, và luôn yêu cầu Nhật Bản phải chính thức xin lỗi và bồi thường cho những nạn nhân này.
Trong suốt cuộc chiến Việt Nam, Mỹ đã ký một hiệp định với Thái Lan năm 1967 để biến Thái Lan thành một cơ sở hậu cần của Mỹ. Hiệp định này mở cửa cho luồng đôla đổ vào nền kinh tế Thái, đổi lại là thân xác phụ nữ Thái Lan trở thành "món đồ chơi" trong tay lính Mỹ. Liên tục từ năm 1962 tới 1976, gần 700.000 lính Mỹ được đưa tới các nhà thổ ở Thái Lan mỗi năm. Tệ nạn mại dâm đã thực sự "bùng nổ" tại Thái Lan trong thời kỳ này. Năm 1957, ước tính Thái Lan có 20 ngàn gái mại dâm, thì tới năm 1964 đã tăng vọt lên 400 ngàn và năm 1972 là 500 ngàn, và duy trì ở mức đó cho tới nay. Doanh số của mại dâm Thái Lan ở thập niên 1990 được ước tính còn lớn hơn cả buôn ma túy.
Dưới chế độ Việt Nam Cộng hòa ở miền Nam Việt Nam giai đoạn 1954-1975, hàng triệu lính viễn chinh Mỹ ào ạt đổ bộ vào. Hàng loạt nhà thổ hình thành, nhan nhản khắp Sài Gòn, đặc biệt là quanh các cư xá Mỹ. Mại dâm - gọi là "chợ heo" - được chế độ Sài Gòn làm ngơ. Ước tính toàn miền Nam năm 1975 có trên 200.000 gái bán dâm. So với 30.500 gái bán dâm trên toàn Việt Nam vào năm 2012 thì con số cao gấp 7 lần, nếu xét về tỉ lệ dân số thì gấp tới 30 lần.
Năm 1966, từ Sài Gòn về, Thượng nghị sĩ Mỹ William Fulbright nhận xét: "Mỹ đã biến Sài Gòn thành một ổ điếm". Câu nói đó đã phản ánh một thực tế đau lòng: Các giá trị đạo đức truyền thống bị đảo lộn và tha hóa. Người miền Nam có câu vè: "Thứ nhất sở Mỹ, thứ nhì gái đĩ, thứ ba ma cô, thứ tư tướng tá". Một tạp chí ở Sài Gòn mô tả: "Tại chợ heo đó, hằng ngày có 200-300 người con gái Việt Nam đứng sắp hàng cho lính Mỹ đến chọn dắt đi như một con vật. Với một nắm đôla trong tay, lính Mỹ thật là nhiều tự do: tự do phá hoại văn hóa Việt Nam". Học giả Nguyễn Hiến Lê nhận xét: sự tha hóa của đạo đức xã hội mà mại dâm gây ra là một trong các nguyên nhân khiến chế độ chế độ Sài Gòn ngày càng mất lòng dân, cuối cùng sụp đổ hoàn toàn.
Nhà thổ phục vụ lính Mỹ cũng đóng một vai trò quan trọng trong việc Mỹ chiếm đóng Philippines. Căn cứ hải quân Olongapo gần Manila, có vấn đề lớn với nạn mãi dâm tới mức Chính phủ Mỹ đã tài trợ xây dựng các bệnh viện cho các gái điếm quân đội để kiểm tra, phát hiện bệnh hoa liễu. Tuy nhiên, chỉ có các gái điếm được cấp phép phục vụ lính Mỹ (khoảng 6.000) mới được tới khám ở những bệnh viện đó.
Gần đây nhất là trong chiến tranh Vùng Vịnh ở Iraq. Ngay sau cuộc chiến này, quân đội Mỹ đã được đưa tới Thái Lan để vui chơi tại các tụ điểm mại dâm. Một số chuyên gia nói rằng ở đâu có lính Mỹ, ở đó sẽ có các nhà thổ do Chính phủ Mỹ tài trợ và ủng hộ.

## Pháp luật

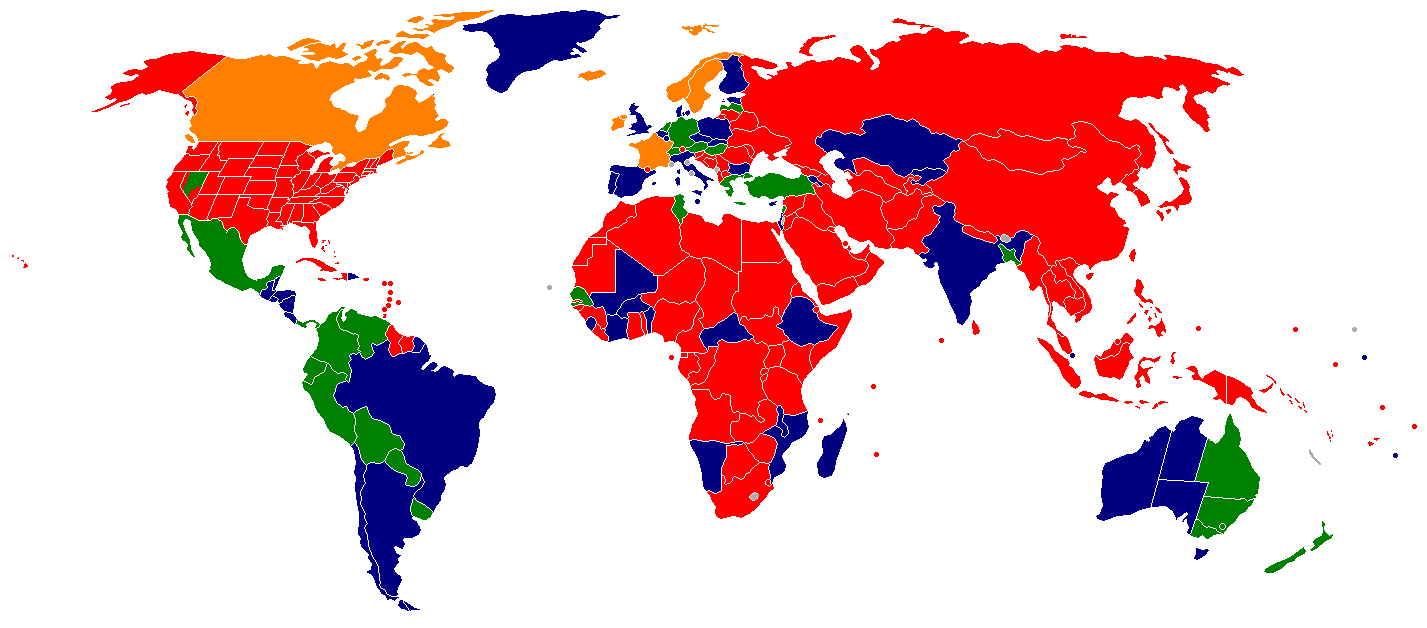
Mại dâm là hợp pháp và được quy định
Mại dâm tự nó không phải là bất hợp pháp (do không có luật chính thức cấm), nhưng có các luật khác cấm những hoạt động có liên quan (chẳng hạn như nhà thổ, môi giới, quảng cáo...), mại dâm không được quy định
Mại dâm là bất hợp pháp
Không có dữ liệu

Quy định pháp luật về mại dâm là khác biệt ở từng nước trên thế giới. Có những nước coi mại dâm là hợp pháp, trong khi lại có những nước khác thì coi mại dâm là trọng tội, có thể bị xử tử hình.
Tính tới năm 2012, có thể chia luật về mại dâm của các quốc gia và vùng lãnh thổ trên thế giới thành 3 nhóm:
- Nhóm 1 (màu xanh lá): mại dâm là hợp pháp và được pháp luật quy định các vấn đề liên quan. Nhóm này có 20 nước và một số bang của Úc.
- Nhóm 2 (màu xanh dương): ở những nước thuộc nhóm này, không có bộ luật cụ thể để cấm mại dâm, nên mại dâm (trao đổi tình dục vì tiền) tự nó không phải là bất hợp pháp, nhưng hầu hết các hoạt động liên quan (như mời gọi mua dâm nơi công cộng, nhà thổ và các hình thức dắt khách khác...) là bất hợp pháp, điều này khiến cho việc mua bán dâm là rất khó khăn để không vi phạm bất cứ điều luật nào.[47] Nhóm này có 41 nước và vùng lãnh thổ (năm 2012), ví dụ như Anh, Pháp, Tây Ban Nha, Brasil, Ấn Độ, Nepal, Madagascar... Ví dụ tại Ấn Độ không có bộ luật cấm mại dâm cụ thể, nhưng lại có Bộ luật chống hành vi buôn bán vô đạo đức (PITA) năm 1986, trong đó có một mục về mại dâm. Luật này quy định: chào mời bán dâm nơi công cộng sẽ bị phạt 3 tháng tù, rao số điện thoại để bán dâm bị phạt 6 tháng tù, chăn dắt mại dâm bị phạt 2 năm tù, chủ nhà thổ bị phạt 1-3 năm tù (nếu tái phạm sẽ phạt nặng hơn), giam giữ nô lệ tình dục bị phạt ít nhất 7 năm tù, ngoài ra còn có nhiều mức phạt cho các hành vi khác.[48] Hoặc Pháp năm 2013 đã đề ra mức phạt 2.000 USD đối với mua dâm lần đầu và bản án sẽ tăng lên 6 tháng tù giam cùng với 9.800 USD nếu như tái phạm[49]
- Nhóm 3 (màu đỏ): những nước đã ban hành các bộ luật cụ thể để cấm các hành vi mua bán, tổ chức, môi giới mại dâm... Nhóm này có khoảng 160 nước và vùng lãnh thổ.

## Mãi dâm hay mại dâm
Một số không phân biệt được giữa "mãi dâm" với "mại dâm". Thực tế, mãi dâm là hành động mua dâm còn mại dâm là hành động bán dâm. Do vậy, khi viết "gái mãi dâm" (mua dâm) là sai mà phải viết là "gái mại dâm" (bán dâm). Thực ra, không chỉ có "gái mại dâm" (tức những người phụ nữ làm nghề bán dâm), mà còn có "phụ nữ mãi dâm" (tức là bỏ tiền ra để mua dâm từ nam giới). Những người nam theo đuổi hành động bán dâm thoả mãn cho nhu cầu của người mua dâm (cả nam và nữ) thì được gọi một cách dè bỉu trong tiếng Việt là đĩ đực, hay gigolo hay male prostitute trong tiếng Anh (dù rằng đối tượng này ít khi lọt vào sự chú ý của xã hội, nhưng nó là một thực tế từ xưa đến nay).
Tại Việt Nam, theo pháp lệnh phòng chống mại dâm năm 2003 thì mại dâm là hành vi mua, bán dâm (tức là bao gồm cả mua và bán).

## Mại dâm theo giới tính
Nói đến mại dâm là người ta thường nghĩ đến phụ nữ, nhưng trên thực tế có cả nam giới đi bán dâm. Con số thống kê ở Đức cho thấy, có 96% người bán dâm là phụ nữ và 4% là nam giới.
Trong số mại dâm nam thì hơn một nửa chỉ bán dâm cho người đồng tính nam.

## Mại dâm ngày nay trên thế giới
| Quốc gia    | %-Tỉ lệ | Số người được hỏi | Số liệu năm | Nguồn                  |
| ----------- | ------- | ----------------- | ----------- | ---------------------- |
| Phần Lan    | 13 %    | 624               | 1999        | Rotkirch và người khác |
| Na Uy       | 11 %    | 1617              | 1992        | Leridon và cộng sự     |
| Thụy Điển   | 13 %    | 1475              | 1996        | Lewin và cộng sự       |
| Đan Mạch    | 14 %    | 6350              | 2005        | Lautrup                |
| Anh         | 7 %     | 7941              | 1991        | Wellings và cộng sự    |
| Hà Lan      | 14 %    | 392               | 1989        | Leridon và người khác  |
| Thụy Sĩ     | 19 %    | 1260              | 1992        | Leridon và người khác  |
| Tây Ban Nha | 39 %    | 409               | 1992        | Leridon và người khác  |
| Nga         | 10 %    | 870               | 1996        | Rotkirch và cộng sự    |
| Hoa Kỳ      | 16 %    | 1709              | 1992        | Michael và người khác  |
| Úc          | 16 %    | không rõ          | 2003        | Weitzner               |
| Đức         | 18 %    | 524               | 1994        | Kleiber u.a.           |

### Châu Âu
Tại Đức có khoảng 400.000 người bán dâm. Thêm vào đó là nhiều người bán dâm cơ hội, số lượng những người này khác nhau tùy theo định nghĩa. Trong đó ước lượng là 96% phụ nữ và 4% nam giới. Với Luật điều chỉnh quan hệ pháp luật của mại dâm, ngày 20 tháng 12 năm 2001) việc mại dâm tại Đức được quy định theo pháp luật.

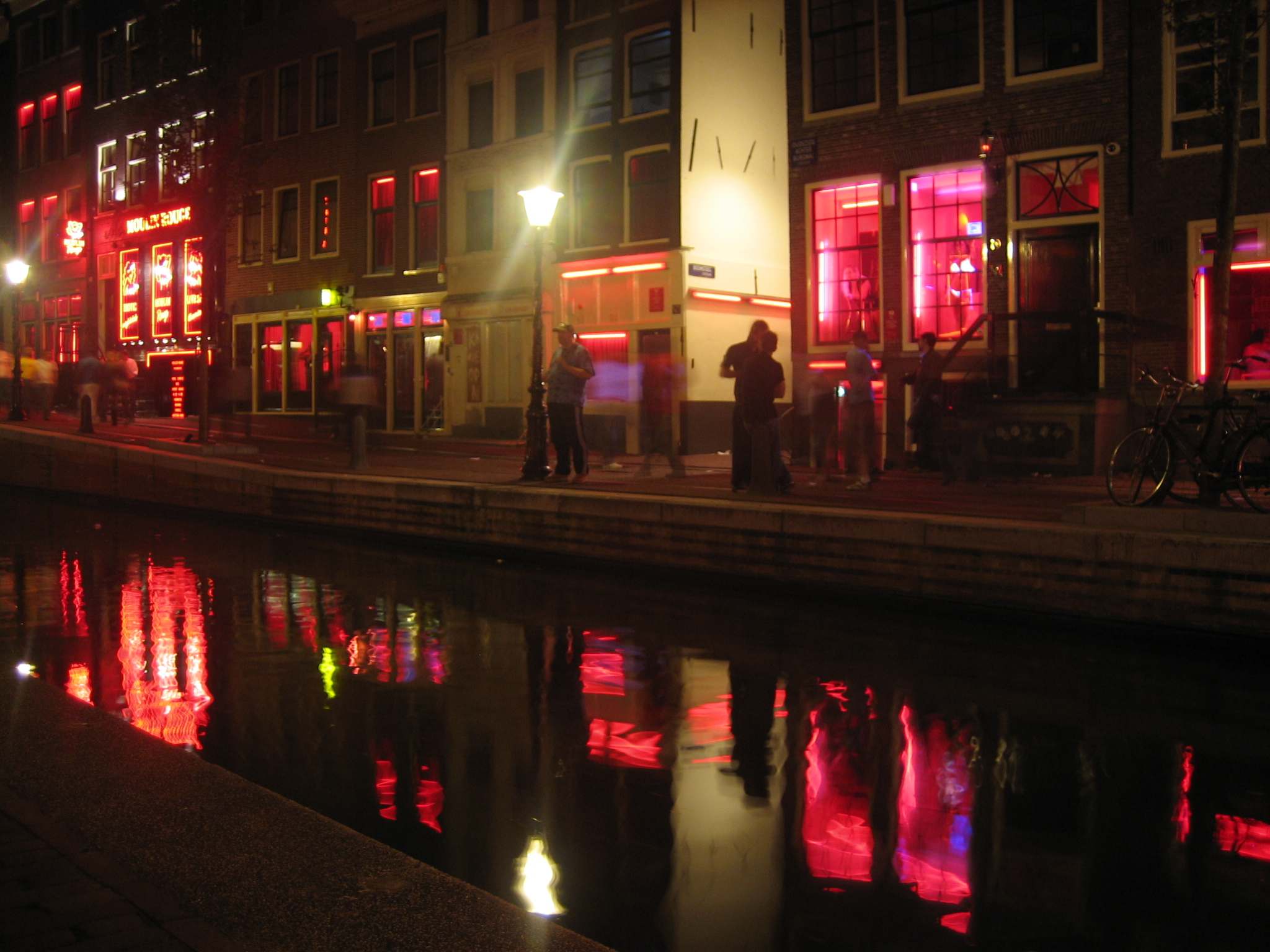
Khu phố đèn đỏ tại Amsterdam, Hà Lan

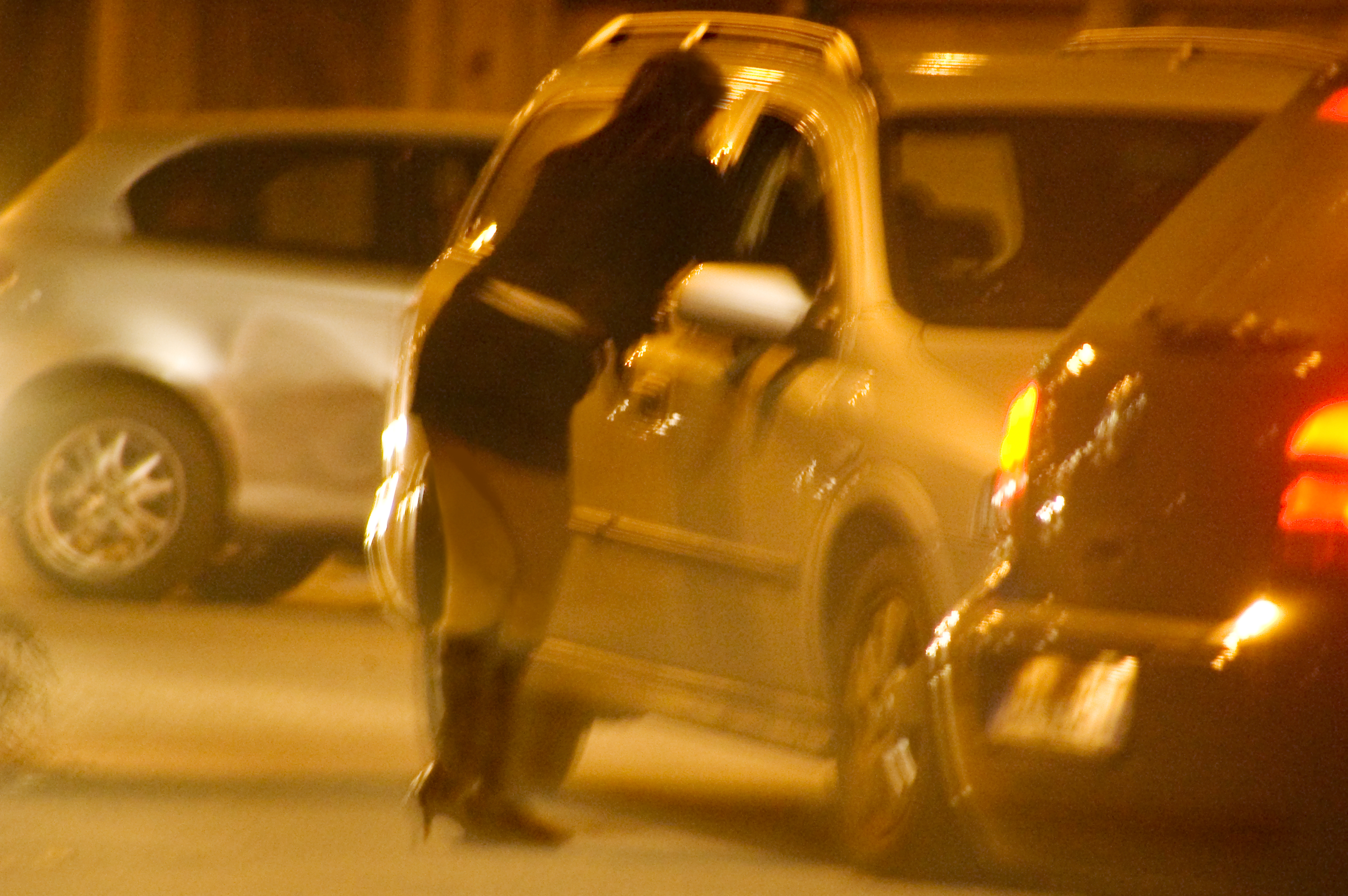
Hỏi bán dâm theo xe tại Torino, Ý

Theo ước lượng của Hội Hydra (tiếng Đức: Hydra e.V.), và của các tổ chức giúp đỡ khác thì có hơn 250.000 gái bán dâm ngoại quốc tại Đức, trong đó phần lớn là phụ nữ từ Đông Âu, Columbia, Thái Lan và châu Phi phía nam sa mạc Sahara. Phần nhiều trong số này bị băng đảng buôn người đưa vào và bắt buộc làm nghề mại dâm.
Tại Pháp, Chính phủ Pháp đã đề ra những biện pháp ngăn chặn nạn mại dâm bằng cách phạt nặng người mua dâm. Theo quy định đề ra năm 2013, mua dâm lần đầu sẽ bị phạt 2.000 USD, nếu tái phạm sẽ bị phạt 6 tháng tù giam cùng với 9.800 USD. Môi giới mại dâm có thể bị phạt tù 7 năm. Nghị sĩ Guy Geoffroy nói rằng, cứ 10 gái bán dâm thì có 9 là nạn nhân của bọn buôn người, nên mại dâm sẽ được xem xét dưới góc độ bạo lực chống lại phụ nữ. Ngày 6/4/2016, Pháp thông qua luật cấm khách mua dâm, ai vi phạm sẽ bị phạt 3.750 euro. Như vậy, Pháp trở thành nước châu Âu thứ năm cấm hành vi mua dâm, cùng với Thụy Điển, Na Uy, Iceland, và Anh. Bà Yael Mellul - Chủ tịch Hiệp hội Phái nữ Tự do và nhà khoa học chính trị, nhà tư tưởng Lise Bouvet lý giải: "Mua dâm là hành vi quan hệ tình dục bằng cách tạo áp lực lên người khác: áp lực của đồng tiền. Sự hiện diện của đồng tiền là bằng chứng không thể chối cãi được cho thấy một bên không hề tự nguyện trong quan hệ tình dục này, dù về lý thuyết họ có tự nguyện đi chăng nữa. Nói cách khác thì chính phủ Pháp coi mại dâm là một dạng bạo lực tình dục... Ở những nước công nhận mãi dâm là một nghề và các tú ông, tú bà được coi như là những nhà kinh doanh thì nạn buôn bán phụ nữ diễn ra rất kinh khủng vì có cầu ắt có cung. Có thể nhìn thấy điều này các nước Đức, Úc, Tây Ban Nha, Hà Lan. Việc buôn bán phụ nữ này không khác gì chế độ buôn bán nô lệ ngày xưa" Roselyne Bachelot, Bộ trưởng Các vấn đề xã hội cho hay: "Không thể chấp nhận những việc làm kiểu tùy tiện vui thú trên cơ thể người phụ nữ. Hoạt động kinh doanh này khiến nhiều người cho rằng, cơ thể phụ nữ luôn sẵn sàng để làm trò tiêu khiển cho đàn ông"
Năm 1999, Thụy Điển là nước châu Âu đầu tiên đưa ra luật định phạt hành vi mua dâm. Mại dâm tại Thụy Điển bị nghiêm cấm, nhưng trái lại với các quy định thường lệ khác, mua dâm là tội phạm chứ không phải bán dâm. Nhà nước Thụy Điển cung cấp các khoản phúc lợi lớn và dịch vụ chuyên môn giúp phụ nữ bán dâm thoát khỏi tệ nạn này, cũng như giáo dục ý thức để công dân tẩy chay nạn mại dâm. Nhờ hiệu quả mang lại, năm 2009, Na Uy và Iceland đã học theo mô hình này.
Tại Nga, mại dâm là bất hợp pháp. Cũng như Thụy Điển, hướng ngăn chặn quan trọng là phạt nặng người mua dâm đã được thực hiện. Năm 2012, Duma Quốc gia Nga thông qua điều luật xử phạt 5.000 rúp với người mua dâm. Bên cạnh đó, giấy báo sẽ được gửi tới tận nơi làm việc của người mua dâm. Chính phủ Nga tin rằng, những biện pháp cứng rắn sẽ khiến mại dâm tại nước này giảm đáng kể. Tháng 12-2012, Croatia cũng thông qua mức phạt lên tới 1.700 USD với người mua dâm. Chính quyền Moldova cũng đang xem xét một dự luật về xử phạt người mua dâm với mức phạt là 500 đôla Mỹ và/hoặc 60 giờ lao động công ích.
Ở Tây Ban Nha, mại dâm không có luật cấm, nhưng các bộ luật khác cấm mọi hoạt động liên quan, kể cả các hành vi như gạ gẫm bán dâm, nên về cơ bản mại dâm vẫn là bất hợp pháp. Hướng đấu tranh quan trọng là phạt nặng cả người bán dâm lẫn mua dâm. Tại các thành phố Albacete và Granade, cảnh sát địa phương phạt 3.000 Euro đối với khách mua dâm. Thành phố Barcelona còn mạnh tay hơn, mức phạt lên tới 30.000 Euro mỗi người, kể cả bán dâm lẫn mua dâm. Đồng thời biên lai phạt sẽ được gửi đến tận nhà những người mua bán dâm. Bộ trưởng Nội vụ Tây Ban Nha tuyên bố sẽ đấu tranh chống nạn mại dâm trong khuôn khổ cả luật dân sự lẫn hình sự.
Tại Anh, quy định pháp lý về mại dâm tương tự như Tây Ban Nha. Đạo luật về tội phạm đường phố năm 1959 cấm mọi hình thức gạ gẫm và lang thang trên phố của gái mại dâm. Chính phủ Anh từng cử 3 bộ trưởng đến thăm Hà Lan để nghiên cứu hợp pháp hóa mại dâm, nhưng kết luận họ đưa ra là biện pháp này chỉ gây thêm nguy hại, và do đó đề xuất hợp pháp hoá mại dâm đã bị bác bỏ.
Cần phải lưu ý rằng, dù chính phủ một số nước châu Âu đã chấp nhận hợp pháp hóa mại dâm, nhưng về mặt xã hội, dư luận những nước này vẫn coi đó là hành vi vô đạo đức chứ không hề coi đó là "chuyện bình thường". Nhiều scandal mại dâm đã nổ ra khiến nhiều chính khách phương Tây mất uy tín hoặc phải từ chức. Ví dụ, cựu chủ tịch IMF là Dominique Strauss-Kahn đã bị điều tra vì nghi ngờ có hành vi mua dâm. Vợ của Tổng thống Đức Christian Wulff thì rất tức giận vì một số trang web tung tin rằng bà từng làm gái mại dâm Tại Anh, thủ tướng David Cameron đã vô cùng tức giận khi biết vợ một nghị sĩ từng làm gái điếm, ông gọi đây là "sự hổ thẹn đối với chính quyền và làm vấy bẩn cả tòa nhà quốc hội" . Hoặc tại Úc, nghị sĩ Đảng Lao động Craig Thomson bị cáo buộc đã sử dụng hàng ngàn đôla để mua dâm suốt từ năm 2002 đến 2007.
Ngày 26/2/2014, Nghị viện châu Âu đã thông qua luật mại dâm mới nhằm hình sự hóa tội danh mua dâm. Mary Honeyball, đại diện thành phố Luân Đôn trong Nghị viện châu Âu, cho biết Luật này sẽ trừng phạt những người coi cơ thể phụ nữ như hàng hóa. Theo bà Mary, quyết định của Nghị viện châu Âu là tín hiệu cho thấy người dân châu Âu không muốn tiếp tục làm ngơ trước tình trạng lạm dụng phụ nữ. "Nhiều người nghĩ mại dâm là nghề cổ xưa nhất trên thế giới. Vì thế một bộ phận dư luận nghĩ rằng chúng ta nên coi mại dâm là một phần tất yếu của cuộc sống và việc duy nhất chúng ta có thể làm là quản lý nó tốt hơn. Kiểu tư duy đó chỉ khiến mại dâm phát triển hơn, khiến mua dâm trở nên bình thường và khiến phụ nữ dễ bị lạm dụng hơn". Đa số nghị sĩ Nghị viện châu Âu đồng ý với quan điểm, hành vi mua dâm là vi phạm nhân quyền và là một hình thức bạo lực chống lại phụ nữ.

### Hoa Kỳ
Mại dâm cũng như các dịch vụ tình dục đều là tội phạm ở 49/50 bang của Mỹ (ngoại trừ 8/16 hạt của tiểu bang Nevada). Đạo luật liên bang Mann (đạo luật buôn bán nô lệ trắng năm 1910) cấm việc chuyên chở phụ nữ giữa các bang với mục đích vô đạo đức, luật chống làm tiền ban hành năm 1961 cũng có hiệu lực của lệnh cấm này. Mại dâm ở tiểu bang Rhode Island từng được hợp pháp hóa vào năm 1980, nhưng tới năm 2009 đã có luật nghiêm cấm.
Hình phạt cho mại dâm là khác nhau ở mỗi bang. Ở một số bang, cả người bán dâm lẫn mua dâm đều bị phạt tới 1 năm tù giam và phạt 6.000 USD, nếu tái phạm thì có thể bị phạt tù tới 3 năm. Ma cô và chủ chứa có thể bị phạt tới 15 năm tù và/hoặc 30.000 USD. (xem chi tiết mức hình phạt tại đây Lưu trữ ngày 18 tháng 10 năm 2012 tại Wayback Machine). Mỗi năm ở Mỹ có khoảng 70.000-80.000 người bị bắt vì liên quan mại dâm, 70% là gái mại dâm và chủ chứa, 30% là mại dâm nam và ma cô, 10% là khách hàng.
Ở Hoa Kỳ từng có những đề xuất cho mại dâm được hợp thức, nhưng đều bị bác bỏ. Năm 2004, chính phủ Hoa Kỳ tuyên bố: "Chính phủ Hoa Kỳ có một lập trường vững chắc chống lại đề nghị hợp pháp hóa mại dâm, vì mại dâm trực tiếp góp phần vào việc buôn bán nô lệ hiện đại và chà đạp lên phẩm giá con người. Việc hợp pháp hóa hoặc dung túng cho mại dâm là tiếp tay cho nạn buôn người."
Năm 2007, Carolyn Maloney, nghị sĩ của đảng Dân chủ đến từ New York, đã viết về những hậu quả của việc hợp pháp hóa mại dâm tại các thánh địa cờ bạc ở Las Vegas. "Đã có thời gian, có một niềm tin ngây thơ rằng hợp pháp hóa mại dâm có thể cải thiện cuộc sống cho gái mại dâm, đưa nó vào những địa điểm quy hoạch và loại bỏ tội phạm có tổ chức chuyên kinh doanh mại dâm. Giống như tất cả các câu chuyện cổ tích, điều này hóa ra lại là ảo tưởng tuyệt đối."

### Châu Á
Hàn Quốc
Trong những năm 1950, khi nổ ra chiến tranh Triều Tiên, Hàn Quốc coi Quân đội Mỹ như một cơ hội thu lợi về kinh tế, và món lợi này đã được trả giá bằng thân xác phụ nữ Hàn Quốc. Những thị trấn mại dâm do chế độ quân sự cầm quyền Hàn Quốc và Mỹ thiết lập và ủng hộ. Lúc cao điểm đã có hơn 18.000 gái điếm phục vụ 43.000 lính Mỹ đóng tại Hàn Quốc.
Năm 1986, chế độ độc tài quân sự ở Hàn Quốc bị lật đổ. Trước Olympic Seoul 1988, để chuẩn bị cho Olympic và bảo vệ hình ảnh đất nước khỏi bị tiếp tục hoen ố, chính phủ mới của Hàn Quốc đã tuyên bố xóa sổ các khu mại dâm, đồng thời quân đội Mỹ tại Seoul cũng ra lệnh cấm binh lính tìm tới gái mại dâm. Dù vậy, mại dâm này vẫn ngấm ngầm tồn tại cho tới nay dưới nhiều hình thức khác nhau.
Do tệ nạn mại dâm diễn ra quá nhức nhối, chính phủ Hàn Quốc đã đề ra những điều luật phạt nặng mại dâm. Cả người mua lẫn bán dâm đều sẽ bị phạt khoảng 3.000 USD hoặc 1 năm tù giam, còn chủ nhà thổ sẽ bị phạt tới 10 năm tù và 86.000 USD. Nhờ các biện pháp mạnh, nạn mại dâm đã dần được khống chế. Doanh số mại dâm năm 2002 là 24 ngàn tỷ won đã giảm xuống gần một nửa, còn khoảng 14 ngàn tỷ vào năm 2007, tăng lên 15 ngàn tỷ những năm gần đây.
Bắc Triều Tiên
Nhật Bản
Tại Nhật Bản, dù có công nghiệp khiêu dâm phát triển nhưng mại dâm vẫn là bất hợp pháp. Đạo luật chống mại dâm năm 1956 đã nghiêm cấm các hành vi mua bán dâm và cảnh sát Nhật luôn tiến hành các chiến dịch truy quét các đường dây mại dâm.
Việt Nam
Theo báo cáo của Bộ Lao động - thương binh & Xã hội, ước tính năm 2013 cả nước có gần 33.000 gái mại dâm. Theo Nghị định 167/2013/NĐ-CP về "xử phạt vi phạm hành chính trong lĩnh vực an ninh, trật tự, an toàn xã hội; phòng, chống tệ nạn xã hội; phòng cháy và chữa cháy; phòng, chống bạo lực gia đình" có hiệu lực từ 28/12/2013, người bán dâm sẽ bị phạt cảnh cáo hoặc phạt tiền từ 100.000 đồng đến 300.000 đồng. Người mua dâm sẽ bị phạt nặng hơn, từ 500.000 đồng đến 1 triệu đồng. Hành vi lôi kéo người khác mua dâm sẽ bị phạt 5 triệu đồng đến 10 triệu đồng.
Trung Quốc

### Các nướcthế giới thứ ba
Một số nước là điểm đến của du lịch tình dục thí dụ như Kenya, Thái Lan và một số nước tại vùng Caribbean. Tại những nước này, mại dâm khá đặc biệt: Dù luật pháp chính thức cấm mua bán dâm nhưng mại dâm lại tồn tại khá phổ biến, nhiều du khách nước ngoài tìm đến để mua dâm. Có tình trạng này là do việc thực thi pháp luật ở các nước này không hiệu quả, chủ chứa mại dâm thường hối lộ quan chức địa phương để làm ngơ cho các nhà chứa mại dâm hoạt động Thái Lan là một ví dụ, mại dâm bị luật pháp nghiêm cấm, nhưng các nhà chứa vẫn hoạt động công khai dưới sự làm ngơ của quan chức chính quyền (đã nhận hối lộ) và sự bảo kê của mafia, đến nỗi nhiều người lầm tưởng mại dâm ở Thái Lan là hoàn toàn hợp pháp.
Tại đa số các nước khác, thí dụ như ở Việt Nam, mại dâm bị cấm hoàn toàn. Tại một số nước Hồi Giáo, mại dâm là trọng tội và bị coi là sự phỉ báng thánh Alla, có thể bị xử tử hình.

### Một số hình thức mại dâm chính
- Nhà thổ: mại dâm thực hiện tại cơ sở tập trung, có thể là hợp pháp hay bất hợp pháp.
- Gái đứng đường: giao dịch được đàm phán trên phố, sau đó người mua có phương tiện thường mang người bán dâm tới khách sạn.
- Mại dâm phục vụ tận nơi/Gái gọi: thông qua người môi giới, trang web internet hay số điện thoại. Việc mua bán dâm diễn ra ở khách sạn hoặc nơi ở của khách mua dâm.
- Du lịch tình dục: các tour du lịch với mục đích tình dục trả tiền.
- Biến tướng: Dịch vụ giúp việc ở Nam Phi có sự xuất hiện loại hình làm thuê (dịch vụ nhanh, ngắn hạn) khỏa thân. Công ty Natural Cleaning cung cấp các nhân viên giúp việc khỏa thân hoặc bán khỏa thân nếu như khách hàng yêu cầu, nhưng chủ công ty khẳng định đó chỉ là giải trí chứ không phải mại dâm.

## Hợp pháp hóa mại dâm và các hệ lụy

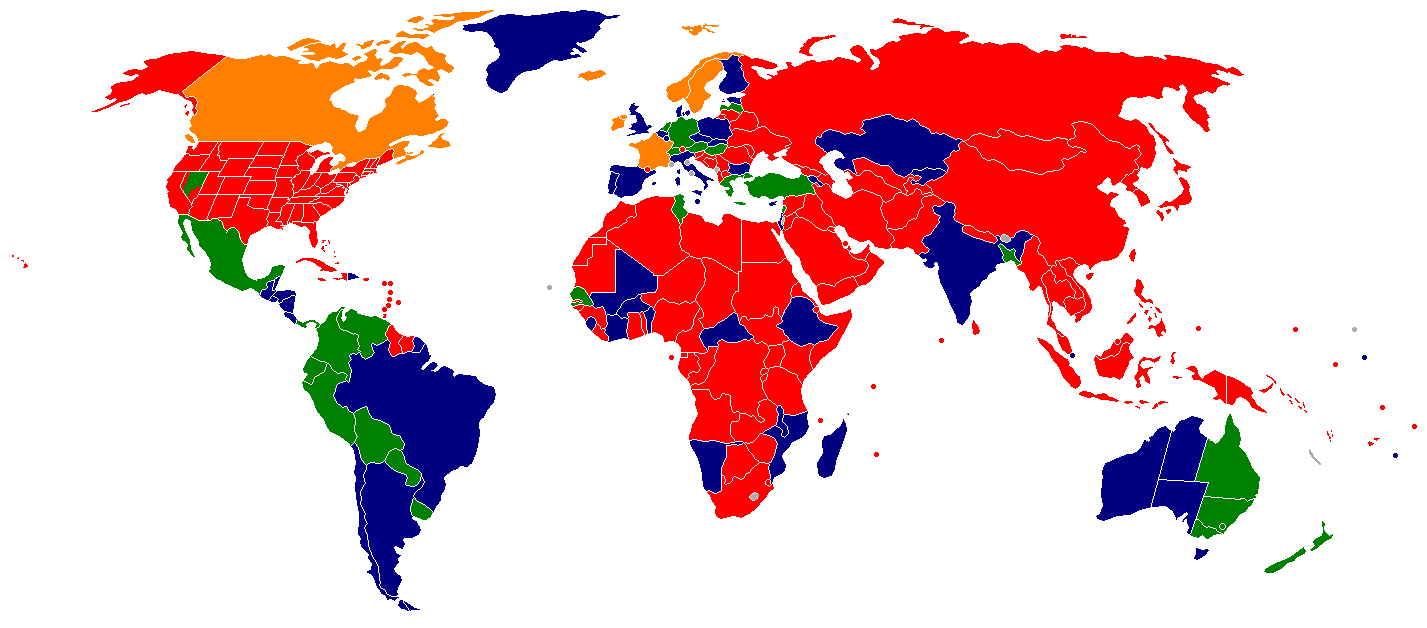
Những nước có mại dâm hợp pháp được tô màu xanh lá cây

Một số chính phủ cho rằng nên "hợp pháp hóa mại dâm để dễ kiểm soát". Tại một số nước, ở các khách sạn lớn, các khu giải trí, các vùng du lịch đều có các "dịch vụ hộ tống". Các chính phủ và các nhà làm luật ở các nước này tin rằng: việc cho phép mại dâm công khai với các biện pháp như cấp giấy phép, quy hoạch khu đèn đỏ... sẽ giúp quản lý tốt hơn các vấn nạn mà mại dâm gây ra, ngăn ngừa lây nhiễm bệnh hoa liễu. Thậm chí còn có cá nhân cho rằng "hợp pháp hóa mại dâm sẽ tạo ra một xung động lớn về tự do và âm hưởng của nó sẽ còn vang vọng mãi".
Nhà nghiên cứu Melissa Farley cho rằng có nhiều nhận định sai lầm về mại dâm, nhất là từ phía những người ủng hộ hợp thức hóa nó hoặc thường xuyên đi mua dâm. Nhưng các số liệu thực tế đã bác bỏ, cho thấy đây chỉ là những ngộ nhận. Thực tế sau nhiều năm lại khác hẳn, hợp pháp hóa mại dâm đã trở thành "một giấc mơ quan liêu ướt át". Các nước này thường không đạt được những mục tiêu đề ra mà còn làm vấn đề trở nên nghiêm trọng hơn, điều này đặc biệt đúng ở các quốc gia nghèo, vốn có hệ thống quản lý, pháp luật lỏng lẻo (như Peru, Colombia, Bangladesh). Mặt khác, tại các nước nghèo ở Trung-Nam Mỹ, "hợp pháp mại dâm để quản lý" chỉ là cái cớ, mục đích thực sự là để tạo thuận lợi cho việc buôn bán người của giới Mafia vốn lũng đoạn chính quyền các nước này.
Vì sự bế tắc này, một số nước sau một thời gian đã phải quay lại biện pháp cấm hoàn toàn mại dâm (tiêu biểu là Thụy Điển, Na Uy và Hàn Quốc). Như một hệ quả, nếu như giai đoạn 1990-2003 có tới 12 nước thực hiện hợp pháp hóa mại dâm, thì từ 2003 tới nay, chỉ có 1 quốc gia làm theo, bởi bài học thực tế từ các nước đi trước đã cho thấy thất bại của phương thức này.
Việc cho phép hành nghề mại dâm hợp pháp, về bản chất không phải là sự nhân đạo như người ta nhầm tưởng. Ngược lại, việc một người phải phục vụ tình dục cho người khác để đổi lấy tiền bạc là hành động vô nhân đạo, phải đánh đổi nhân quyền (quyền tự do tình dục) của mình để có được những đồng tiền kiếm sống. Xét về lí luận, khi Nhà nước hợp pháp hóa mại dâm, là đã chứng tỏ sự bất lực buông xuôi của Nhà nước trước cái xấu, dẫn đến tiếp tay cho cái xấu, làm mất uy tín của nhà nước. Xét về hệ quả tới gia đình và xã hội, mại dâm được hợp pháp sẽ kéo theo hoạt động mua bán tình dục ngày càng phổ biến, mọi người đều có thể đi mua bán tình dục, khiến đạo đức xã hội bị suy đồi, khái niệm vợ chồng có nghĩa vụ phải chung thủy sẽ bị vô hiệu. Nề nếp gia đình, tôn ti trật tự xã hội bị phá vỡ. Những người đề xuất và ủng hộ công nhận mại dâm là một nghề cũng thường không lường trước đến một ngày nào đó, chính gia đình, người thân của họ lại phải chịu hệ lụy từ chính sách do họ đề xuất, tức là "gậy ông đập lưng ông"
Manfred Paulus, một sĩ quan cảnh sát Đức giám sát lĩnh vực mại dâm trong hơn 30 năm, cho rằng quan điểm "hợp pháp hóa mại dâm sẽ giúp quản lý tốt" là hoàn toàn ngây thơ. Khi mại dâm là hợp pháp, bọn tội phạm sẽ trở thành những doanh nhân hợp pháp, trong khi vai trò của Nhà nước lại biến thành một ma cô dắt gái. Tiến sĩ Ingeborg Kraus khẳng định: "Hợp pháp hóa mại dâm có nghĩa là củng cố sự bất bình đẳng giữa nam và nữ và chấp nhận bạo lực đối với phụ nữ. Quản lý mại dâm hợp pháp không phải là một giải pháp. Nó gửi đi một tín hiệu sai với đàn ông rằng: có thể dùng tiền để mua một phụ nữ. Hợp pháp hóa mại dâm là sự công nhận và "bình thường hóa" một hình thức lạm dụng tình dục, thông qua sự công nhận của pháp luật".
Năm 2014, Mary Honeyball, đại diện thành phố Luân Đôn phát biểu trước Nghị viện châu Âu: "Nhiều người nghĩ mại dâm là nghề cổ xưa nhất trên thế giới. Vì thế một bộ phận dư luận nghĩ rằng chúng ta nên coi mại dâm là một phần tất yếu của cuộc sống và việc duy nhất chúng ta có thể làm là quản lý nó tốt hơn. Kiểu tư duy đó chỉ khiến mại dâm phát triển hơn, khiến mua dâm trở nên bình thường và khiến phụ nữ dễ bị lạm dụng hơn". Đa số nghị sĩ tại Nghị viện châu Âu đồng ý với quan điểm rằng: hành vi mua dâm là vi phạm nhân quyền và là một hình thức bạo hành chống lại phụ nữ.

### Đức
Mại dâm ở Đức được hợp pháp hoá năm 2001, chính phủ tin rằng như vậy sẽ giúp quản lý mại dâm tốt hơn, chống bệnh hoa liễu và thu được thuế. Nhưng giờ đây, nhiều người Đức cho rằng chính quyền đã không đạt được mục tiêu đó mà chỉ làm vấn đề tồi tệ hơn. Hầu hết các chuyên gia đều đồng ý rằng: "Việc hợp pháp hoá mại dâm đã thất bại". Những quy định về giấy phép hành nghề, khám sức khỏe... thực tế là vô tác dụng, vì các nhóm tội phạm có thể dễ dàng làm giả giấy tờ và đe dọa những người nào định tố cáo.
Chính sách hợp pháp hóa đã thất bại trên tất cả các mặt. Nô lệ tình dục ở Đức đã lan tràn kể từ khi mại dâm và các nhà thổ được hợp pháp hóa. Trong thực tế, những quy định quản lý của pháp luật hầu như không có tác dụng. Trên toàn nước Đức, số hợp đồng bảo hiểm mại dâm được ký không quá vài chục bản. Trong số hơn 400.000 gái mại dâm ở Đức, chỉ có... 100 người đăng ký hành nghề với chính phủ (tỷ lệ 0,025%), số còn lại vẫn hoạt động lén lút như trước hoặc dùng giấy tờ giả, vì chẳng gái mại dâm nào muốn tự tiết lộ danh tính của mình để rồi chuốc lấy sự hổ thẹn. Quy định về giấy phép hành nghề do vậy đã "thất bại từ trong trứng".

Đức là điểm đến số 1 cho bọn buôn người đến từ Đông Âu

Để đáp ứng nhu cầu mua dâm tăng mạnh, số gái mại dâm tăng vọt từ 100 ngàn (năm 2002) lên tới 400 ngàn (năm 2009). Để tăng "nguồn cung", phụ nữ Đông Âu ngày đêm bị bọn buôn người săn lùng và đưa vượt biên vào Đức. Công bố năm 2010 cho thấy nạn buôn người đã tăng 70% sau 5 năm mại dâm được hợp pháp hóa. Phần lớn sự gia tăng này là phụ nữ và trẻ em gái bị buôn bán vào nhà thổ, với ít nhất 20% nạn nhân là vị thành niên. 75% gái mại dâm ở Đức là phụ nữ Đông Âu, phần nhiều là nạn nhân của bọn buôn người. Năm 2014, một số nguồn từ chính phủ Đức tin rằng 90% số gái mại dâm ở Đức là do bị cưỡng ép hoặc là nạn nhân của bọn buôn bán người
Đối với phụ nữ Đức, đã có những trường hợp bị cơ quan bảo trợ xã hội gợi ý phải đi... bán dâm, nếu từ chối sẽ bị cắt trợ cấp thất nghiệp. Hợp pháp hoá mại dâm cũng làm gia tăng tình trạng phụ nữ Đức đi bán dâm do họ không còn sợ bị pháp luật xử phạt. Theo khảo sát của Trung tâm Khoa học Berlin, có tới 4% trong tổng số 3.200 nữ sinh viên tại Berlin cho biết đã tham gia một số công việc liên quan đến mại dâm.

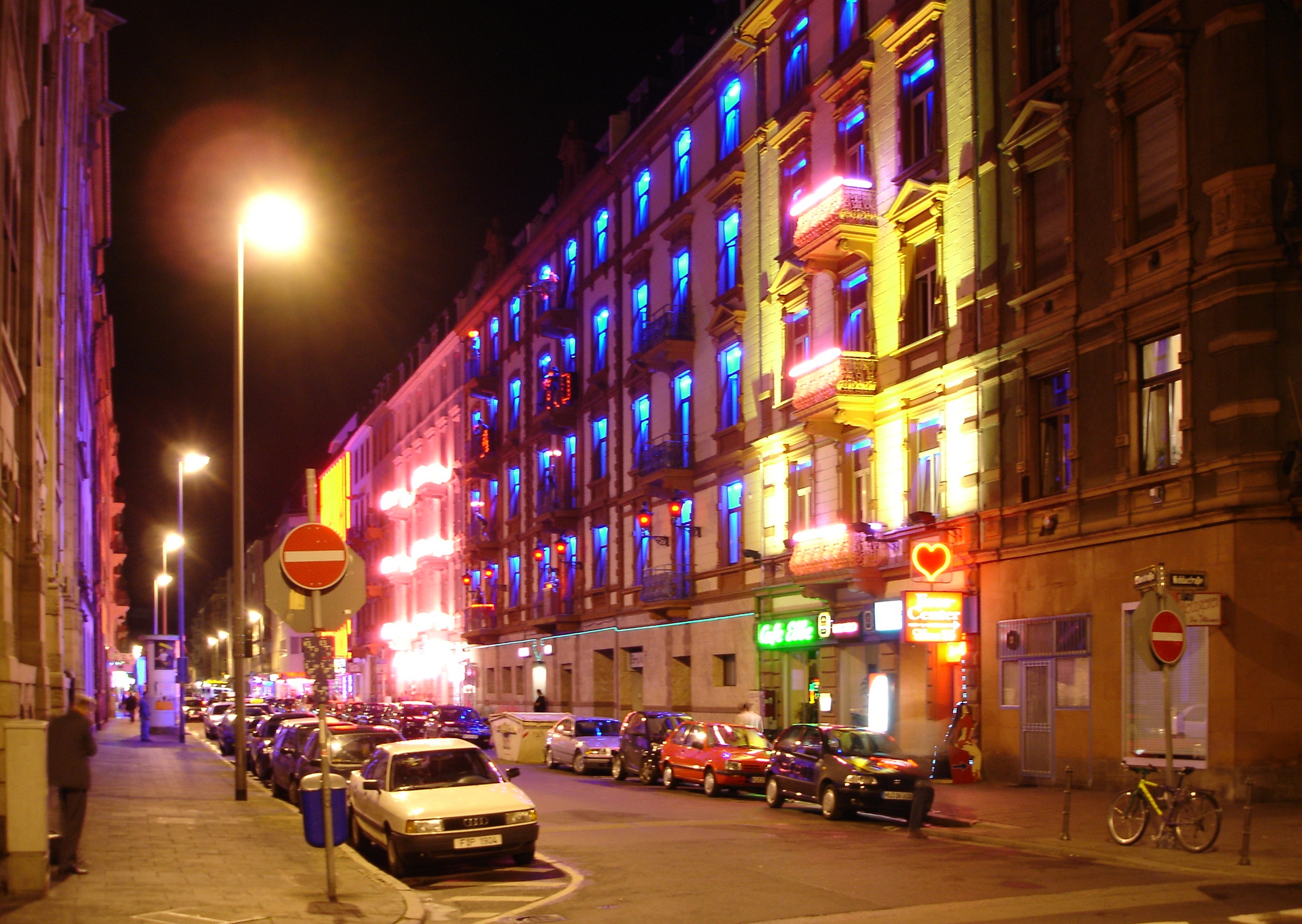
Khu đèn đỏ công khai tại Frankfurt am Main, Đức

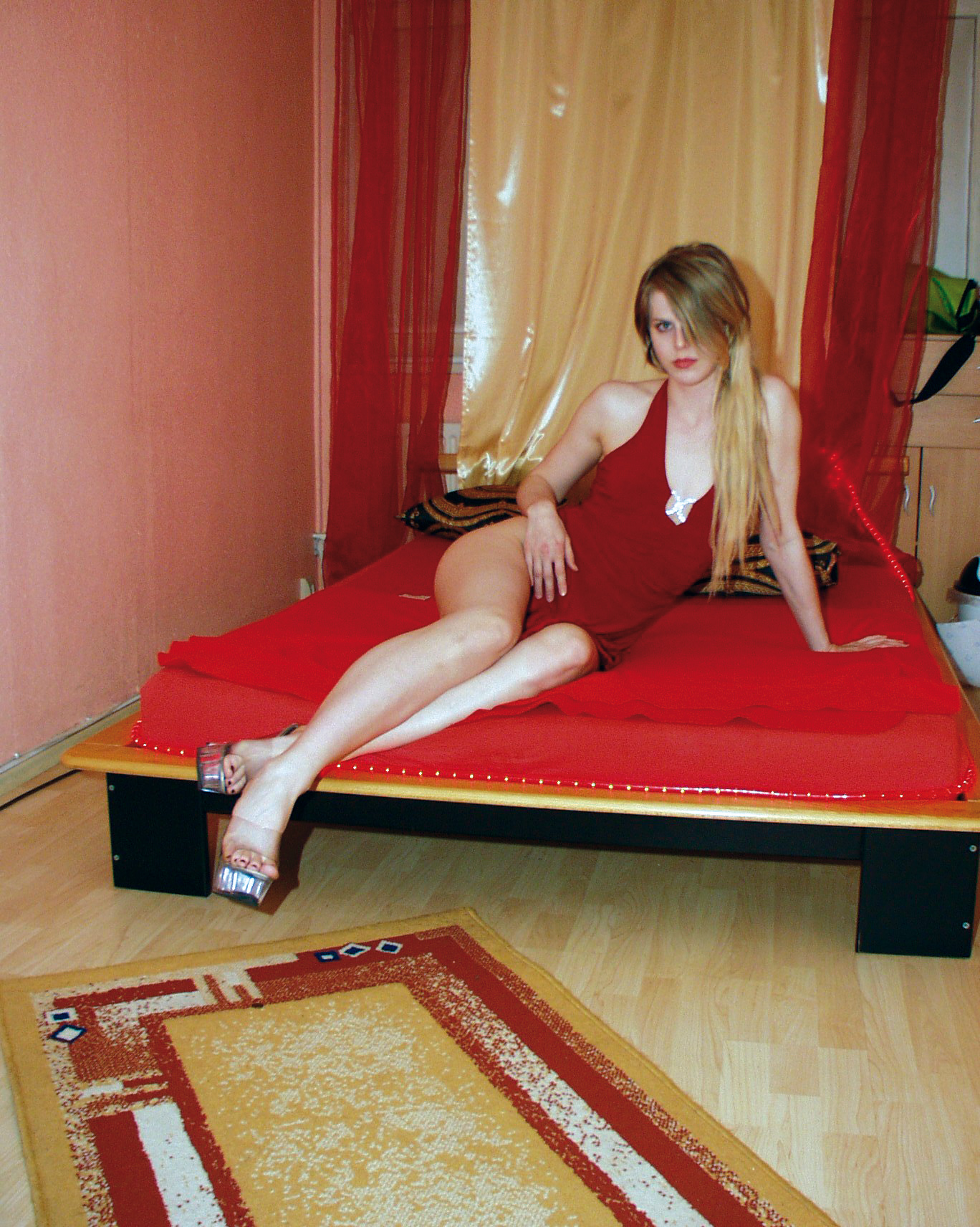
"Phòng làm việc" của gái mại dâm Đức

Bernd Finger, Trưởng cơ quan điều tra của Cục cảnh sát hình sự bang Berlin cho biết, mafia Nga tại Béclin ngày một bám rễ, hoạt động chính là tổ chức mại dâm. Mafia làm việc với sự phân chia lao động hoàn hảo theo ba cấp. Cấp cao là rửa tiền, cấp trung là mại dâm và buôn người, cấp dưới là ăn cắp ô tô. Gái bán dâm thường phải ăn chia thu nhập với ông chủ nhà thổ và các bên liên quan khác (như đám mafia bảo kê núp bóng chính quyền). Để hút khách, nhiều chủ chứa còn tung ra những chiêu "khuyến mãi" rất vô đạo đức như "Tiệc Buffet mại dâm", trong khi chính phủ thì bất lực vì hành vi này không còn là phạm pháp nữa
Các chủ nhà chứa đều chuẩn bị sẵn sàng đối với các đợt kiểm tra của chính quyền, và họ cũng dặn gái mại dâm cách khai với cảnh sát. Thường thì các gái bán dâm vẫn khai họ biết về các nhà thổ qua mạng Internet và tự mua vé xe buýt rồi đến đây một cách tự nguyện. Cơ quan chức năng giám sát khu vực đèn đỏ phải nghe những lời nói dối đó không biết bao nhiêu lần nhưng chẳng thể làm gì. Mục đích của chủ nhà thổ là che giấu mạng lưới buôn bán người, với rất nhiều phụ nữ bị bán tới Đức và bị bóc lột tối đa
Kỳ vọng về việc thu lợi cho ngân sách từ mại dâm cũng phá sản. Ban đầu Đức kì vọng sẽ thu hàng chục triệu USD thuế từ mại dâm, nhưng rốt cục trên 99% là trốn thuế, bởi lẽ đơn giản: "Tội phạm không bao giờ muốn đóng thuế". Năm 2011, Đức chỉ thu được 326.000 USD (thế đã là "thành công" so với các năm trước), quá ít ỏi so với hàng triệu USD phải bỏ ra để quản lý mại dâm mỗi năm. Ví dụ ở Hamburg, nơi có khu đèn đỏ nổi tiếng nhất nước, trong suốt 10 năm chỉ có 153 gái mại dâm chịu đăng ký với cơ quan thuế của thành phố. Hoặc tại Bonn, năm 2011 thành phố thu được 18.200 USD thuế từ mại dâm, nhưng đã phải chi tới 116.000 USD để đảm bảo an ninh cho các khu đèn đỏ, chưa kể chi phí quản lý giấy tờ, khám chữa bệnh và chống các dạng tội phạm khác phát sinh từ mại dâm. Ví dụ, nếu cho tất cả gái mại dâm ở Đức đi xét nghiệm mỗi tháng 1 lần như quy định (gói Level 2 tốn khoảng 400 USD/lần), chính phủ Đức sẽ phải chi gần 2 tỷ USD mỗi năm, gấp... 6000 lần số thuế thu được và còn lớn hơn ngân sách hàng năm cho nhiều lĩnh vực khác. Hệ thống y tế cũng sẽ quá tải với gần 5 triệu lượt xét nghiệm tăng thêm mỗi năm.
Hiện nay ở Đức, có những chính khách và nhà nghiên cứu đã lên tiếng đòi bãi bỏ đạo luật hợp pháp hoá mại dâm. Sau 10 năm đạo luật này được thông qua, theo một nghiên cứu của Ủy ban EU, họ đi đến một kết luận: "Nạn buôn người để buộc mại dâm ở Đức không những không giảm mà ngày càng tăng". Bộ trưởng Tư pháp Đức và đại diện cảnh sát đều thừa nhận tình trạng của gái mại dâm không hề được cải thiện gì từ đó đến nay, thậm chí sức khỏe của họ còn tồi tệ hơn, tỷ lệ nghiện ma túy cao hơn. Stephan Mayer, chuyên gia hàng đầu về các vấn đề pháp luật khẳng định, đạo luật này là một sai lầm và chỉ làm tăng thêm tình trạng tội phạm tại các khu đèn đỏ. Người đứng đầu nghiệp đoàn cảnh sát Bernhard Witthaut cũng khẳng định, hợp pháp hoá mại dâm ở Đức đã thất bại và đề nghị xem xét lại đạo luật này. Ông nhấn mạnh, kể từ khi đạo luật được thông qua, giới ma cô đã nhiều hơn trước và chúng ngày càng tỏ ra táo tợn hơn trong việc ép buộc phụ nữ phải bán dâm. Hợp pháp hóa mại dâm thực tế chỉ tạo thêm vỏ bọc "hợp pháp" giúp bọn tội phạm bành trướng hoạt động.
Dư luận cho rằng, những các nước EU cần học cách làm của người Thụy Điển - nước từng hợp thức hoá nghề mại dâm cách đây 30 năm. Năm 1998, Quốc hội Thụy Điển đã xét lại, coi mại dâm là bất hợp pháp, sau khi quốc hội nước này xét thấy không thể kiểm soát nổi việc hợp pháp hóa mại dâm, trong khi tổn hại về giá trị đạo đức xã hội là quá lớn.

### Úc
Hiện nay, có hàng trăm nhà thổ hoạt động trên khắp nước Úc, trong đó không ít chủ chứa liên quan đến nạn buôn người. Mặc dù mại dâm là hợp pháp ở các bang phía đông nước Úc, nhưng vẫn có tới 90% nhà thổ và gái mại dâm tại Queensland hoạt động không giấy phép để buôn người, trốn thuế, rửa tiền. Sau khi hợp pháp hóa mại dâm, số nhà thổ bất hợp pháp chẳng những không giảm mà còn tăng thêm đến 300%.
Tại bang Victoria, số gái bán dâm đã tăng nhanh chóng mặt (tới 7 lần) chỉ sau 20 năm. Tuy vậy, ước tính 3/4 số nhà thổ tại đây vẫn là bất hợp pháp (hoạt động không có giấy phép), và cứ 5-6 gái bán dâm thì mới có 1 chịu đăng ký hành nghề, số còn lại vẫn hoạt động bất hợp pháp (gái đứng đường). Gái đứng đường được kỳ vọng là sẽ dồn vào các khu đèn đỏ để dễ quản lý, nhưng rốt cục số này lại càng hiện diện nhiều và khó kiểm soát hơn trước. Tất nhiên với bộ phận bất hợp pháp này, những quy định mà chính phủ đề ra như điều kiện an toàn, kiểm tra sức khỏe... hoàn toàn chẳng có giá trị.
Sự gia tăng số nhà chứa bất hợp pháp, đến lượt nó, lại làm gia tăng tình trạng tham nhũng và nhận hối lộ của cảnh sát. Theo một cuộc khảo sát ở Queensland, 54,4% gái mại dâm đường phố cho biết họ bị quấy rối ít nhất một lần trong 5 năm qua bởi chính tay cảnh sát. Nhà bình luận Youngbee Dale cho rằng chỉ có 2 điều thay đổi sau khi hợp pháp hóa mại dâm. Thứ nhất, những tên ma cô từ "dã thú" nay trở thành "những doanh nhân thành đạt". Thứ hai, cánh đàn ông từ nay đã có lý do biện minh hợp lý để thoải mái rủ nhau tới nhà thổ.
Nghiêm trọng hơn, bệnh tật do mại dâm mang lại đã gia tăng nhanh chóng. Chỉ 2 năm sau khi hợp pháp hóa mại dâm, số lượng phụ nữ Úc nhiễm HIV đã tăng 91%

Cũng như Đức, Úc là điểm đến hàng đầu cho bọn buôn người đến từ châu Á

Cũng như ở Đức, nạn buôn người gia tăng nhanh chóng để cung cấp cho cỗ máy mại dâm. Một số thiếu nữ trẻ châu Á khi du học Úc đã rơi vào bẫy của bọn buôn người dưới danh nghĩa các trung tâm môi giới và bị ép bán dâm để trả nợ. Chủ chứa nhà thổ bắt họ làm việc 15 tiếng/ngày suốt cả tuần. Họ bị đối xử tàn tệ, bị đám bảo kê xâm hại tình dục, đánh đập và đe dọa tính mạng. Một số còn bị ép dùng ma túy để có thể tiếp khách cả ngày, mỗi ca phải phục vụ tới 10 đàn ông với các hành vi bạo dâm. Những kỳ vọng của chính phủ Úc về việc "hợp pháp hóa mại dâm để kiểm soát" đã thất bại. Số trường hợp vi phạm bị phát hiện và xử lý là rất ít, chỉ 184 trường hợp trong suốt 8 năm, trong khi mỗi năm ước tính có hơn 1.000 nạn nhân buôn người bị đưa đến Úc.
Ở quốc gia lân cận là New Zealand còn diễn ra những chuyện khá nực cười. Dù quá bán dân số chấp nhận hợp pháp hóa mại dâm, nhưng tới khi thảo luận về vị trí đặt phố đèn đỏ thì tất cả lại thay đổi thái độ. Giống như câu chuyện "Đeo lục lạc cho Mèo", chẳng ai muốn đặt nó ở khu dân cư nơi mình sống, nên tới nay chính phủ vẫn loay hoay không tìm được vị trí đặt khu đèn đỏ. Nhiều trung tâm xã hội và dạy nghề, thay vì trợ giúp phụ nữ tìm việc lại gợi ý họ đi... bán dâm để kiếm tiền. Một số nhà thổ thì lại được đặt ngay cạnh trường học dù phụ huynh phản đối dữ dội, học sinh thì ngày ngày phải đi qua những bao cao su và bơm kim tiêm bị vứt đầy ở cạnh trường khiến giáo viên phải kiêm luôn vai trò dọn dẹp vệ sinh
Bà Sheila Jeffeys, giáo sư về Chính trị Giới tính - Bộ môn Khoa học Xã hội và Chính trị của trường Đại học Melbourne gọi đây là "cuộc thử nghiệm thất bại của hợp pháp hóa mại dâm". Bà nói: 
"Sự thật là những phụ nữ trong các nhà chứa hợp pháp vẫn sẽ không được cảnh sát bảo vệ, ở một vài nơi còn không có cả camera quay lại những gì diễn ra. Tại một số ít những nhà chứa hợp pháp, chính quyền các bang đưa ra các luật sức khỏe và an toàn lao động cho gái bán dâm. Tuy nhiên nếu nhìn vào họ sẽ thấy ngay sự nguy hiểm cực độ của ngành công nghiệp tình dục đối với gái bán dâm... Chúng ta nên nhớ rằng lực lượng cơ bản của ngành công nghiệp này là những phụ nữ và em gái dễ bị tổn hại, những người bị hành hạ một cách đồi bại để tạo ra lợi nhuận."
"Trên thực tế thì tại Châu Á và toàn thế giới, căn bản của những gì xảy ra trong mại dâm là bạo hành và vô nhân đạo... Trong thuật ngữ của Liên Hợp Quốc, đây là một hoạt động xã hội nguy hiểm và được đánh giá là có hại cho sức khỏe đối với phụ nữ và các em gái. Nó được tạo ra từ việc hạ thấp vai trò của phụ nữ, coi sự tồn tại của phụ nữ là để phục vụ cho lợi ích của đàn ông. Do vậy mại dâm cũng như những hành động văn hóa độc hại khác như bạo lực đối với phụ nữ, làm tổn thương tới bộ phận sinh dục nữ là những điều cần phải xóa bỏ hoàn toàn. Hợp pháp hóa mại dâm rõ ràng rằng không có tác dụng bảo vệ phụ nữ."
Hiện đang có những tổ chức và chính khách Úc vận động đòi bãi bỏ luật hợp pháp hoá mại dâm. Thay vào đó, Úc sẽ áp dụng mô hình chống mại dâm nghiêm khắc mà Thụy Điển đã áp dụng.

### Hà Lan
Tại Hà Lan, mại dâm được hợp pháp hóa vào năm 2000. Chỉ sau 10 năm hợp pháp hóa mại dâm, chính quyền giờ đây lo ngại rằng mại dâm đã vượt ra ngoài tầm kiểm soát. Các tổ chức tội phạm lớn đã nhúng tay vào hoạt động buôn bán phụ nữ, ma túy, giết người và các hoạt động tội phạm khác. Chính các quán cà phê cần sa và nhà thổ được cấp phép lại là những nơi ẩn náu hợp pháp cho bọn tội phạm. Nhu cầu cần sa và phụ nữ tăng nhanh đã khiến cho nơi đây trở thành một thị trường béo bở cho bọn tội phạm có tổ chức. Chính phủ Anh từng cử 3 bộ trưởng đến thăm Hà Lan để nghiên cứu mô hình hợp pháp hóa mại dâm, và kết luận họ đưa ra là mô hình này chỉ gây thêm nguy hại, nước Anh không được phép làm theo.
Theo thống kê, trong số 25.000 đến 30.000 gái mại dâm ở Hà Lan có đến 15.000 là người nước ngoài, phần lớn là nạn nhân của bọn buôn người. Ước tính 70% gái mại dâm tại Hà Lan hoàn toàn không có giấy phép cư trú chứ chưa nói tới giấy phép hành nghề và khám sức khỏe định kỳ. Số gái mại dâm trẻ em (dưới 16 tuổi) đã tăng gần 4 lần, từ 4.000 năm 1996 lên hơn 15.000 vào năm 2001. Quy định về giấy phép hành nghề cũng không thực hiện được, vì sau 3 năm hợp thức hóa, chỉ có 921 gái mại dâm (chiếm 3%) chịu ra đăng ký hành nghề; và sau đó 12 năm, tỷ lệ này cũng chỉ có thể tăng lên thành 5%. Lý do rất dễ hiểu: chẳng ai muốn mình được biết đến như một con điếm - dù nó có thể là hợp pháp.

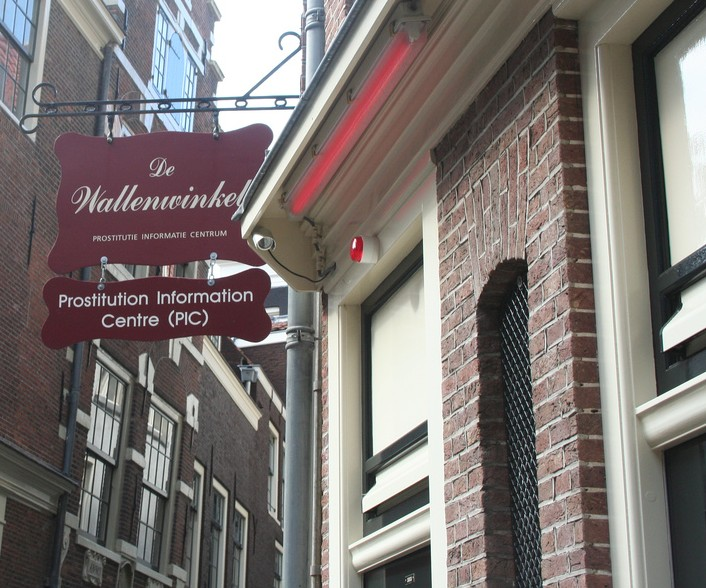
Trung tâm giúp đỡ người bán dâm tại Amsterdam, Hà Lan

Năm 1999, chính quyền Amsterdam đã phát hiện nhiều viên chức tham gia một đường dây "chạy hộ chiếu" hợp pháp cho 117 gái điếm bị đưa đến từ các nước châu Âu. Thì ra, bọn tội phạm biết trước mại dâm sẽ được hợp pháp hóa năm 2000, nên đã chuẩn bị đâu vào đó. Những cảnh sát tham nhũng móc nối với tội phạm để lách luật là rất dễ xảy ra. Mặt khác, gái điếm cũng chẳng chịu tuân thủ luật lệ mà thích hành nghề chui để tránh các quy định cũng như để trốn thuế. Như vậy, những tệ nạn mới lại được dịp nảy sinh.
Job Cohen, cựu thị trưởng Amsterdam nói: "Chúng tôi nhận ra rằng mại dâm không còn ở quy mô nhỏ nữa. Các tổ chức tội phạm lớn đang đổ về đây nhằm tiến hành buôn bán phụ nữ, ma túy, giết người và các hoạt động tội phạm khác... hiện nay chúng ta phải chứng kiến nạn buôn bán người, ép bán dâm và tất cả các thể loại liên quan tới tội phạm ở đây", và rằng "Các quy định về mại dâm đã không được thực hiện, buôn bán phụ nữ vẫn tiếp tục. Phụ nữ đang di chuyển ra xung quanh nhiều hơn, gây cho cảnh sát nhiều khó khăn hơn". Các quan chức chính phủ đã nhận thấy sự gia tăng bạo lực đường phố một cách bất thường, là hệ quả của sự gia tăng nạn buôn người vào Amsterdam làm nô lệ tình dục. Một cư dân ở phố đèn đỏ De Wallen cho biết: "Những tên côn đồ Đông Âu đã mang tới đây phụ nữ, chúng đe dọa và đánh đập họ".
Hợp pháp hóa mại dâm đã dẫn tới sự lan tràn các hoạt động tội phạm, khiến chính phủ phải đề ra biện pháp mới, bao gồm cả kế hoạch chi tiết để cứu giúp gái mại dâm thoát khỏi ngành công nghiệp tình dục. Năm 2005, Amma Asante và Karina Schaapman, hai nghị sĩ của Đảng Lao động Hà Lan, đã viết một báo cáo, "Het onzichtbare zichtbaar gemaakt" (Hiểm họa vô hình). Schaapman đã từng là một gái mại dâm và là nhân chứng sống về tội phạm có tổ chức và bạo lực ở khu đèn đỏ. Báo cáo cho thấy phần lớn gái mại dâm ở Amsterdam đã bị cưỡng ép và bị lạm dụng bởi các băng nhóm tội phạm, qua đó kết luận rằng hợp pháp hóa mại dâm đã thất bại. Năm 2008, Karina Schaapman phát biểu trước nghị viện:
Có những người thực sự tự hào về khu đèn đỏ như một điểm thu hút khách du lịch, rằng đó là nơi thư giãn tuyệt vời và cho thấy rằng chúng ta có một thành phố tự do. Nhưng tôi thì nghĩ rằng đó chỉ là một hầm chứa phân. Có rất nhiều tội phạm nguy hiểm ở đó. Có rất nhiều sự bóc lột phụ nữ, và rất nhiều đau khổ cho xã hội. Nó không có gì đáng để tự hào
Bà Nicole Fontaine, đại biểu châu Âu và là chủ tịch của Quỹ tư nhân Scelles, cảnh báo nạn buôn người, du lịch tình dục và khiêu dâm trẻ em đã đến mức báo động tại châu Âu. Bà cho rằng "chính việc hợp pháp hóa mại dâm đã làm gia tăng tác hại của loại tệ nạn xã hội này".
Bà Pierrette Pape, phát ngôn viên của Tổ chức vận động Phụ nữ châu Âu, nói về những hậu quả xã hội lâu dài do cách thức mại dâm được xử lý ở các nước khác nhau. "Ngày nay, một cậu bé ở Thụy Điển lớn lên với thực tế rằng mua dâm là phạm pháp. Ngược lại, một cậu bé ở Hà Lan lớn lên với cái nhìn rằng: những phụ nữ ngồi trong cửa sổ có thể được mua như hàng hóa sản xuất hàng loạt. Điều này chắc chắn sẽ ảnh hưởng đến lối sống của đứa trẻ khi chúng đã trưởng thành."
Sau những vấn nạn mà các "phố đèn đỏ" gây ra, trong những năm gần đây, một số lượng đáng kể các nhà thổ đã bị đóng cửa vì nghi ngờ có hoạt động tội phạm. Thành phố Amsterdam có một kế hoạch đầy tham vọng, có thể sẽ mất nhiều năm, để dẹp bỏ tuyến phố này và chuyển đổi những nhà thổ thành các cửa hàng thời trang, phòng tranh. Năm 2008, chính quyền Amsterdam tuyên bố sẽ đầu tư 21 triệu USD để mua lại các nhà thổ ở đây. Lodewijk Asscher, thành viên Hội đồng thành phố chịu trách nhiệm tài chính cho kế hoạch nói: 
"Điều gì quan trọng hơn? Sự hấp dẫn đối với các du khách hay là phớt lờ những phụ nữ là nạn nhân của kiểu nô lệ hiện đại".
Trong năm 2009, Bộ tư pháp Hà Lan đã công bố kế hoạch đóng cửa 320 khu nhà thổ ở Amsterdam, và 50% trong số 76 quán cà phê bán cần sa ở trung tâm thành phố. 26 quán cà phê trong khu De Wallen sẽ phải đóng cửa từ 1-9-2012 tới 31-8-2015, khách nước ngoài có thể bị cấm vào các quán cà phê cần sa bắt đầu từ 2012 Bộ trưởng Tư pháp đã bổ nhiệm một công tố viên đặc biệt chịu trách nhiệm về việc đóng cửa các nhà chứa này, ông lý giải quyết định này là do "Amsterdam đang trở thành trung tâm của nô lệ tình dục và các băng nhóm tội phạm đang ráo riết thiết lập các khu nhà chứa để tiến hành rửa tiền."
Tạp chí Spectator bình luận: "Phải mất 6 năm cho thị trưởng thừa nhận trước công chúng rằng cuộc thí nghiệm đã trở thành một thảm họa, một thỏi nam châm thu hút nạn buôn bán phụ nữ, buôn bán ma túy và trẻ em vị thành niên... Đối với nhiều người Hà Lan, những lý lẽ của việc hợp pháp hóa mại dâm đã không còn được họ chấp nhận. Nó đã trở thành một thất bại về pháp lý, kinh tế và xã hội; và sự điên rồ đó, cuối cùng, đã đến hồi kết thúc."
Tới năm 2018, De Wallen, phố đèn đỏ nổi tiếng ở Amsterdam đã bị thu hẹp đáng kể. Nhiều nhà chứa đã phải đóng cửa. Hầu hết các cơ sở mại dâm hợp pháp tại Hà Lan đã đóng cửa và ngừng hoạt động. Thượng viện Hà Lan đang xem xét một dự luật trừng phạt khách mua dâm nếu họ trả tiền cho quan hệ tình dục với một phụ nữ bị buôn bán, chăn dắt hoặc bị các loại ép buộc khác. Những thay đổi này là kết quả của một phong trào đấu tranh với nạn nô lệ tình dục đang nổi lên ở Hà Lan sau khi mại dâm được hợp pháp hóa vào năm 2000. Chính phủ Hà Lan cho rằng điều này sẽ giúp phụ nữ bán dâm được an toàn và chấm dứt nạn buôn người, nhưng điều ngược lại đã xảy ra. Mại dâm bất hợp pháp, nhà thổ không có giấy phép đã bùng nổ trong quá trình hợp pháp hoá, mua bán phụ nữ đã tăng lên đáng kể, nhu cầu buôn người gia tăng. Các công ty du lịch còn nhận tiền từ các nhà chứa để quảng cáo với du khách rằng "hợp pháp hoá mại dâm là một mô hình hoàn hảo", rằng gái bán dâm "được an toàn và hạnh phúc", dù thực tế thì khác hẳn. phần lớn các báo cáo của cuộc thử nghiệm đã liên kết việc buôn bán phụ nữ với chế độ hợp pháp hóa. Vẫn còn một chặng đường dài để đi, nhưng bây giờ các nhà nữ quyền đang miệt mài lên tiếng chống lại mô hình hợp pháp hoá tàn phá của Hà Lan, thì sẽ không có trở lại.
Nhà nghiên cứu Julie Bindel, người đã sống ở Hà Lan và nghiên cứu hậu quả của mại dâm hợp pháp trong suốt 15 năm, nhận xét rằng: một số chính trị gia và các cơ quan thực thi pháp luật nhận thấy rằng hợp pháp hóa mại dâm đã dẫn tới một thảm họa. Việc hợp pháp hóa, từng được coi là cách tiếp cận bước ngoặt đối với mại dâm, hiện giờ được coi là một thảm hoạ bởi tất cả mọi người Hà Lan, trừ những kẻ kiếm được lợi nhuận từ mại dâm. Mọi người mà Julie Bindel tiếp xúc đều nhận ra rằng mại dâm là một hành vi xâm hại nhân quyền, gây hại cho phụ nữ, và rằng việc hợp pháp hóa mại dâm đã tạo ra một tai hoạ. Phần lớn các báo cáo về tội phạm đã liên kết việc buôn bán phụ nữ với chế độ hợp pháp hóa mại dâm. Vẫn còn một chặng đường dài để đi, nhưng hiện các tổ chức nữ quyền đang miệt mài lên tiếng đấu tranh chống lại mô hình hợp pháp hoá mại dâm mang tính tàn phá của Hà Lan để nó không thể quay trở lại..

### Thái Lan

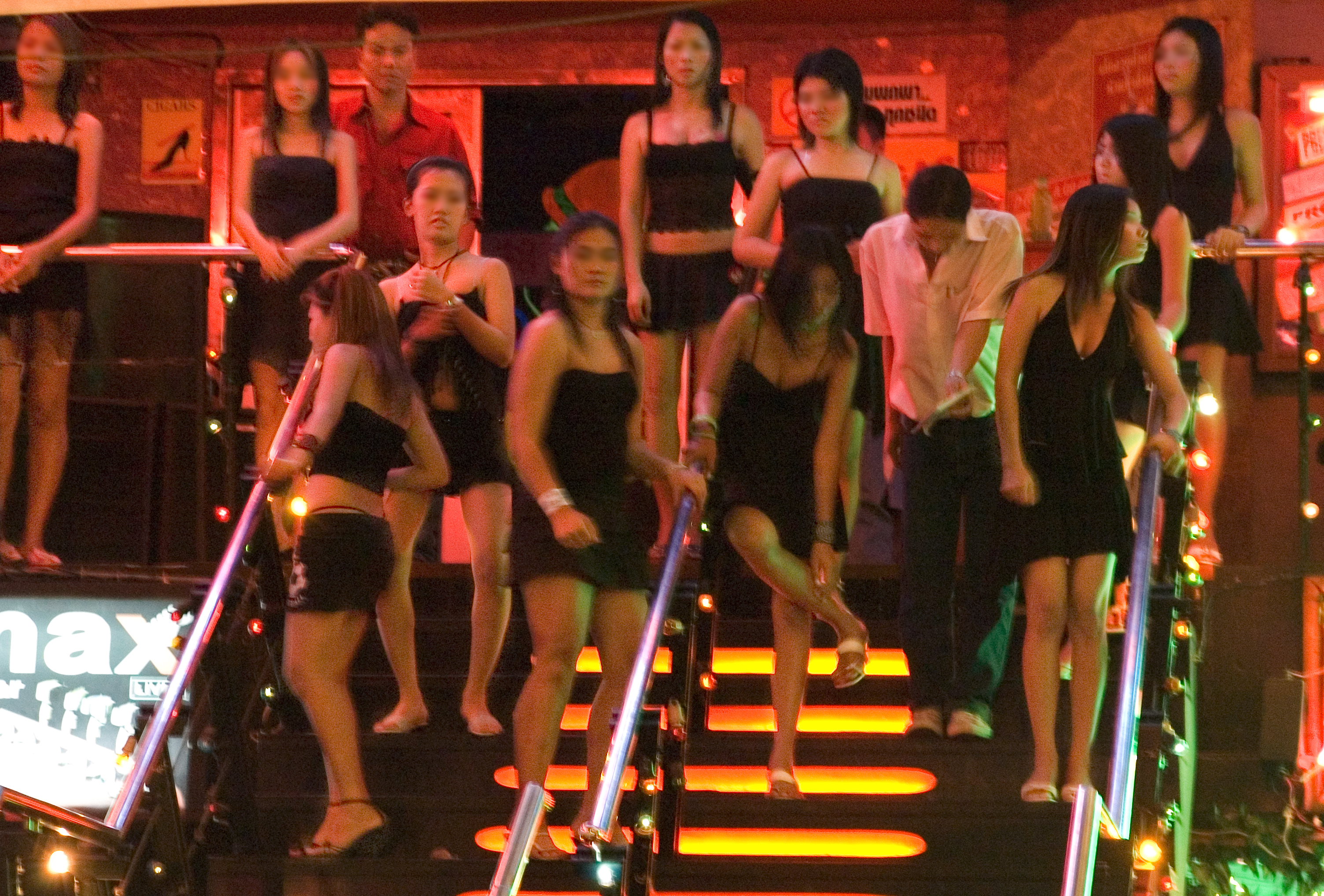
Ẩn sau gái mại dâm Thái Lan là 2 ma cô (1 kẻ cầm sổ). Ảnh chụp của phóng viên Cục phòng chống buôn người Hoa Kỳ

Tại Thái Lan, mại dâm bị luật pháp nghiêm cấm. Đạo luật năm 1960, tiếp đó là Đạo Luật phòng chống mại dâm, BE. 2539 (1996) đã quy định cấm các hành vi mua bán dâm. Mua bán dâm sẽ bị phạt 1 tháng tù và/hoặc 1.000 baht (khoảng 40 USD), mua dâm trẻ em có thể bị tù 6 năm, còn chủ chứa sẽ bị phạt tù 3-15 năm. Mua dâm trẻ em dưới 18 tuổi bị phạt 4-20 năm tù và phạt tiền 80.000 - 100.000 baht. Năm 2003, Bộ Tư pháp Thái Lan đã từng đề xuất thảo luận về việc hợp pháp hóa mại dâm. Tuy nhiên, do vấp phải sự phản đối của dư luận và những lo ngại về hệ lụy xã hội nên đề xuất bị bãi bỏ.
Luật là như vậy, nhưng trong thực tế, các nhà thổ lại hoạt động công khai dưới sự bảo kê của Mafia và sự làm ngơ (thậm chí hợp tác bảo kê) của chính quyền địa phương. Sự trái ngược giữa pháp luật và việc thực thi lớn đến nỗi nhiều người lầm tưởng mại dâm ở Thái Lan là hoàn toàn hợp pháp. Ở khía cạnh khác, nó cũng cho thấy sự yếu kém, "tiền hậu bất nhất" của hệ thống pháp luật Thái Lan, và thậm chí là cả sự lũng đoạn chính quyền địa phương của tội phạm có tổ chức. Ước tính có hơn 60 ngàn nhà thổ ở Thái Lan, còn nhiều hơn số trường học ở nước này.
Nhìn qua vẻ ngoài quy củ của các phố đèn đỏ, nhiều người nước ngoài cho rằng chính phủ Thái Lan đã tổ chức tốt mại dâm và điều đó sẽ làm giảm tác hại mà mại dâm gây ra (như hối lộ, bảo kê, ma túy...). Nhưng thực tế, những góc khuất tội ác ẩn sau các khu đèn đỏ này khác xa so với họ vẫn tưởng. Chính phủ Thái Lan không hề quản lý các khu đèn đỏ, nắm quyền kiểm soát là các băng đảng tội phạm. Các phố đèn đỏ Thái Lan là nơi ẩn náu an toàn của những thế lực tội phạm khét tiếng như Hội Tam Hoàng hay Yakuza. Cuộc đời của người bán dâm tại Thái Lan thực tế luôn đầy rẫy hiểm nguy, bệnh tật, cũng như phải chịu sự kì thị của cộng đồng vốn thấm nhuần tinh thần Phật giáo (giáo lý đạo Phật lên án chuyện gian dâm ngoài vợ chồng).

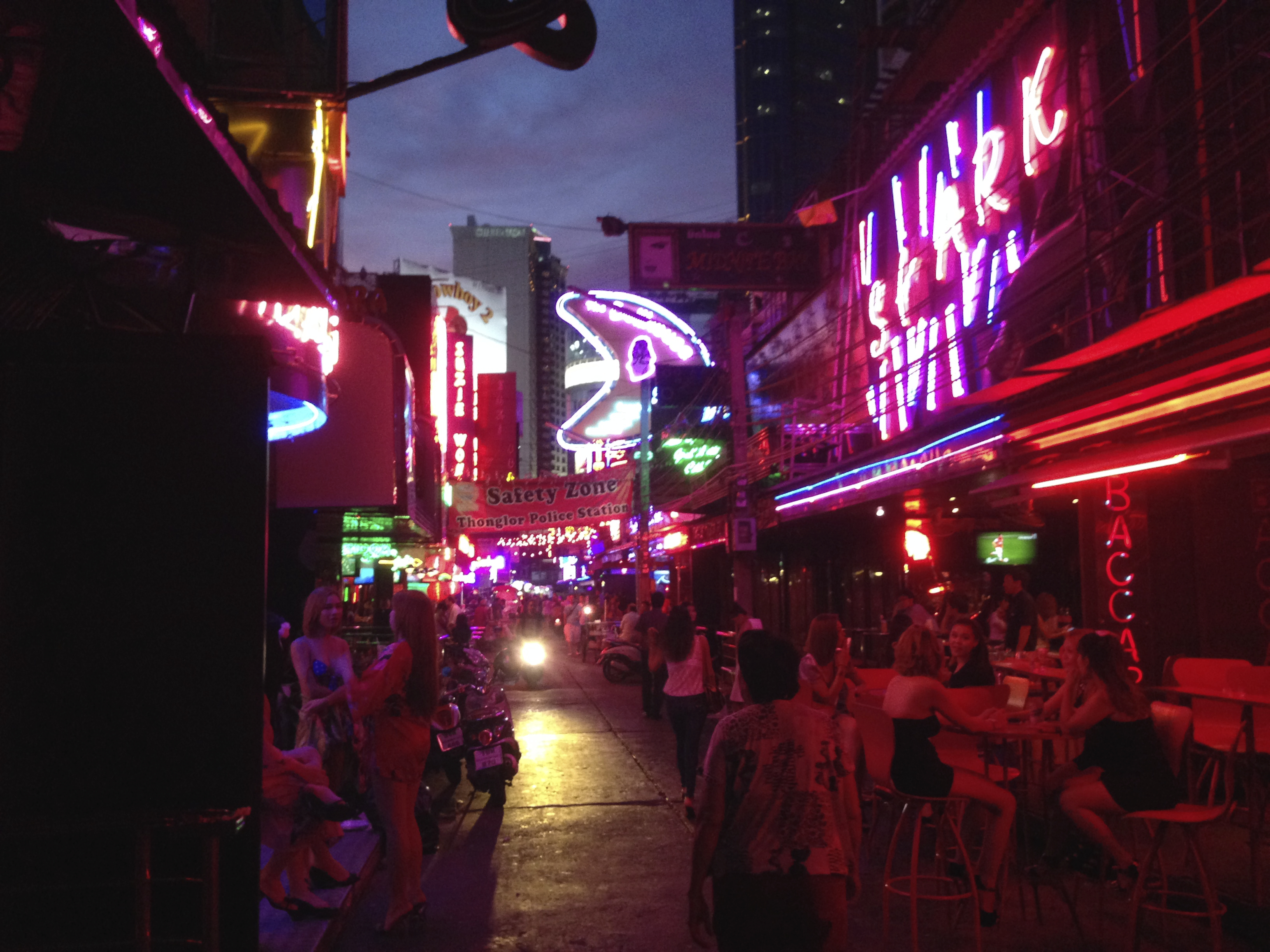
Soi Cowboy, khu đèn đỏ tại Bangkok, Thái Lan

Về mặt xã hội, ước tính 95% nam giới Thái Lan trên 21 tuổi đã từng quan hệ với gái mại dâm. Một khảo sát năm 1992 cho biết 97% nam thanh niên thường xuyên tìm đến gái mại dâm Tình trạng này tạo nên một tâm lý xã hội coi phụ nữ chỉ như một thứ đồ chơi tình dục cho đàn ông, và đến lượt tâm lý này sẽ kích thích những hành vi tội phạm tình dục. Kết quả là Thái Lan có tỷ lệ hiếp dâm cao nhất Đông Nam Á (~7-8 vụ/100 ngàn dân, gấp 2 lần Philipines, 3 lần Singapore và gấp 5 lần Việt Nam).
Nếu coi hành vi mua dâm trẻ em cũng là hiếp dâm thì tỷ lệ hiếp dâm của Thái Lan sẽ còn cao hơn con số trên hàng trăm lần, bởi Thái Lan cũng là điểm đến hàng đầu của những kẻ ấu dâm (thích quan hệ tình dục với trẻ em). Khoảng 310.000 trẻ em gái Thái Lan phải bỏ học mỗi năm, và rất nhiều trong số đó đã đi bán dâm. Về chính thức, quan hệ tình dục với người dưới 18 tuổi là bị cấm, nhưng ước tính vẫn có tới 40% gái mại dâm ở nước này là trẻ em dưới 16 tuổi. Ước tính 55% gái mại dâm Thái Lan bắt đầu bán dâm khi chưa đầy 18 tuổi
Thực trạng các quan chức và cảnh sát nhận hối lộ để làm ngơ cho các ổ mại dâm là rất phổ biến. Năm 1997, ước tính có 20-30 nghị sĩ dính líu tới các đường dây mại dâm. Chuwit Kamolvisit, được coi là "ông trùm của mại dâm Thái Lan", nói rằng ông ta đã hối lộ khoảng 1,5 triệu bảng Anh (khoảng 3 triệu đôla) trong suốt 10 năm cho các chính khách và cảnh sát để họ làm ngơ cho việc kinh doanh tình dục của ông ta. Chuwit Kamolvisit sau đó còn dùng tiền thu được từ mại dâm để vận động tranh cử nhằm tìm cách tiến thân vào giới chính trị gia. Marut, một ma cô nổi tiếng ở Pattaya và có liên hệ với Mafia Nga, cho biết: Hơn 60% khách hàng của Marut chính là các quan chức chính phủ, bao gồm cả cảnh sát. Marut gọi đó là "dịch vụ đặc biệt" cho các nhân vật uy quyền.

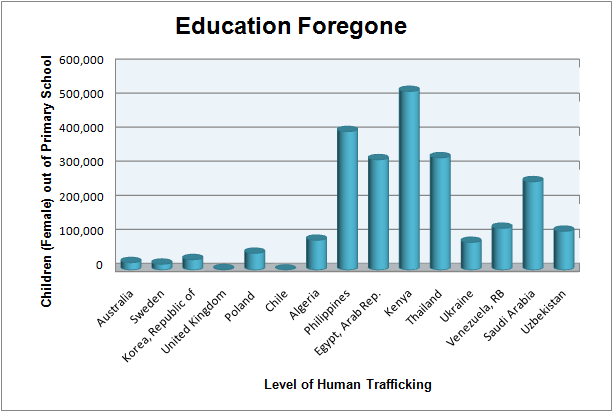
Tỷ lệ thất học cao ở Thái Lan là điều kiện lý tưởng cho mại dâm và buôn người phát triển

Theo UNODC, Thái Lan là một điểm đến hàng đầu của bọn buôn người làm nô lệ tình dục. Hầu hết phụ nữ bị buôn bán đến từ Myanmar, Campuchia, Lào và Trung Quốc. Với đường biên giới dài và hiểm trở của Thái Lan, bọn buôn người có thể dễ dàng vượt biên mà không cần giấy tờ. Phụ nữ từ Thái Lan cũng bị buôn bán tới nhiều nước, đặc biệt là Hà Lan và Đức ở châu Âu, Nhật Bản, Austrlia, Ấn Độ, Malaysia và các quốc gia Trung Đông. Năm 1991, mỗi phụ nữ Thái Lan bị bán cho Mafia Nhật với giá 2.400 - 18.000 USD mỗi người. Năm 2006, một nô lệ tình dục đã trốn thoát sau khi giết chết chủ chứa và tố cáo một đường dây mại dâm do Mafia Nhật (Yakuza) tổ chức, gây chấn động dư luận về sự thực đen tối ẩn sau "những ảo tưởng về hợp pháp hóa mại dâm để kiểm soát"
Tháng 1/2018, cảnh sát Bangkok tiếp tục phát hiện một đường dây lớn chuyên buôn bán phụ nữ, tất cả đều nhằm phục vụ mại dâm. Họ giải cứu được 113 người, trong đó phần lớn là người Myanmar Một số nạn nhân còn chưa đầy 15 tuổi, một số nạn nhân cho biết họ đã bị bán vào đây từ năm 12 tuổi. Cảnh sát Thái Lan cho biết họ đang phải rất cố gằng chống lại nạn buôn người để phục vụ mại dâm, nhưng kết quả chưa đủ khả quan
Các khu đèn đỏ ở Thái Lan là tụ điểm của các nhóm tội phạm có tổ chức người Hoa (nhiều nhóm có liên hệ với Hội Tam Hoàng) chuyên buôn người, buôn ma túy và tống tiền. Cảnh sát Thái Lan gọi đó là "Các băng nhóm heo con". Thành phố Pattaya có một ngành công nghiệp tình dục nhiều tỷ đôla với các đường dây chuyên buôn bán ma túy, rửa tiền và buôn bán phụ nữ xuyên quốc gia. Nhiều nhóm tội phạm Nga đã thiết lập hoạt động mại dâm, ma túy và giết mướn ẩn sau các doanh nghiệp hợp pháp như các quán bar và nhà hàng ở Pattaya. Các trang web du lịch thì khuyến cáo du khách phải cẩn thận nếu đi vào các khu đèn đỏ như Patpong bởi những nơi này có tỷ lệ tội phạm tụ tập rất cao, nếu không đề phòng có thể bị lừa hoặc tệ hơn là bị cướp.
Bệnh dịch do mại dâm đem lại cũng lan tràn, bệnh HIV/AIDS đã trở thành vấn nạn lớn với Thái Lan. Năm 2010, Sở kiểm soát dịch bệnh Thái Lan (DDC) ước tính rằng 40% người bán dâm đã không sử dụng bao cao su. Báo cáo năm 2008 của DDC cho biết có 532.522 người Thái nhiễm HIV, chiếm 1,3% dân số trưởng thành, là tỉ lệ "cao nhất ở châu Á" và thứ 4 thế giới., con số thực có thể còn lớn hơn thế rất nhiều, mà một trong các nguyên nhân chính là do nạn mại dâm gây ra.
Một nghiên cứu cho thấy, 20% số gái mại dâm ở Thái Lan có kết quả dương tính với HIV/AIDS. Và để có thể kiếm tiền nhiều hơn, nhiều người bán dâm còn phải dùng đến ma túy để "tăng ca".
Đặc biệt, có nhiều chàng trai Thái Lan vì gia cảnh nghèo, đã vay mượn tiền để giải phẫu chuyển giới thành nữ giới để đi bán dâm, trở thành thứ mà người ta gọi là "Thái giám thời hiện đại", và Thái Lan giờ trở thành cái tên gợi cho nhiều người liên tưởng tới "những gã đàn ông bệnh hoạn thích đội lốt nữ giới".
Kritaya Archavanitkul, nhà hoạt động vì quyền con người Thái Lan, nói: 
"Đáng buồn mà nói, cấu trúc xã hội Thái Lan có xu hướng chấp nhận mại dâm. Và có thể, chúng ta có những tổ chức Mafia tham gia vào các đảng phái chính trị, điều này sẽ giúp tệ nạn mại dâm bị lờ đi. Lý do thứ hai là yếu tố văn hóa, ở Thái Lan, hành vi mua dâm của người đàn ông được chấp nhận. Các chính khách, chủ yếu là nam giới, tất nhiên, họ không thấy mại dâm là một vấn đề. Họ biết có nhiều phụ nữ tham gia vào tệ nạn mại dâm ở Thái Lan. Họ biết rằng một số bị đối xử bạo lực và tàn bạo. Nhưng họ không nghĩ rằng đó là một hình ảnh khủng khiếp. Và, bởi vì lợi nhuận béo bở lôi cuốn nhiều người tham gia và cả việc hối lộ, cho nên các chính khách đã nhắm mắt làm ngơ cho tệ nạn này".
Một gái bán hoa ở Bangkok có tên Pim cho biết, họ sẽ bị chủ chứa trừng phạt nếu không kiếm đủ khách, đồng thời thường xuyên bị khách mua dâm đe dọa và bạo hành. Họ không dám bỏ trốn vì lũ ma cô dọa sẽ tiết lộ chuyện bán dâm, khiến cho gia đình họ xấu hổ và nhục nhã. Rất nhiều khách làng chơi thích bé gái hoặc thiếu nữ nên những chủ chứa thường tìm cách săn lùng, lừa gạt trẻ vị thành niên từ các ngôi làng nông thôn. Cô cho biết: 
"Người nước ngoài cho rằng cứ trả tiền là được quan hệ tình dục ở Thái Lan vì cho rằng các cô gái ở đây thực sự muốn làm chuyện đó mà không hiểu rằng, phần lớn gái bán hoa ở đây không có sự lựa chọn nào khác và họ luôn mong được giải thoát".
Cuốn tự truyện của Thanadda Sawangduean, 42 tuổi, một phụ nữ Thái Lan từng làm gái mại dâm, đã được trao giải thưởng Chommanard năm 2010. Cô đã bị lừa bán làm gái mại dâm ở Pattaya. Tại mỗi nơi bị lừa tới, cô đều bị đánh đập. Sawangduean cũng từng bị bắt dùng ma túy và tống vào tù do tàng trữ chất gây nghiện. Cô chia sẻ trên Bangkok Post: 
"Tôi đã lún sâu vào con đường nhơ nhớp và giờ phải chịu những ám ảnh cả về thể xác lẫn tâm hồn. Thông qua cuốn sách, tôi muốn chia sẻ những trải nghiệm cuộc đời và xem đây như một bài học cho những ai đi nhầm đường lạc lối". Ban giám khảo cho biết, cuốn sách đã phản ánh sâu sắc vấn nạn mại dâm mà xã hội Thái đang phải đối mặt.
Sau cuộc chính biến năm 2014, Chính phủ của Tướng Prayuth Chan-ocha đã truy bắt mại dâm một cách khắc nghiệt hơn. Tướng Prayuth tuyên bố rằng chính phủ cần phải cải cách vấn đề này để khôi phục lại nền đạo đức của đất nước. Ngoài ra, việc chống mại dâm còn nhằm ngăn chặn tình trạng tăng cao về mại dâm tuổi vị thành niên và buôn bán người, bởi Thái Lan đã lâm vào tình trạng "đặc biệt đáng xấu hổ" trong vấn đề này. Năm 2017, Thủ tướng Thái Lan đã nhiều lần nói rằng sẽ tiến hành "tái cấu trúc nền tảng đạo đức" của đất nước. Theo tờ Asian Correspondent, Thái Lan đang nỗ lực để chứng minh sự an toàn và ít tệ nạn để có thể cạnh tranh với các điểm du lịch đang nổi lên của các nước khác trong khu vực.
Tháng 7/2016, bà Kobkarn Wattanavrangkul, Bộ trưởng Du lịch Thái Lan tuyên bố "Thái Lan sẽ xóa sổ các hoạt động mua bán tình dục". Theo Telegraph, sự phổ biến của mại dâm ở Thái Lan đã gây "tác dụng ngược", nó thu hút được một số khách du lịch nam giới độc thân nhưng lại khiến các khách du lịch tiềm năng hơn là phụ nữ, các hộ gia đình và các công ty không còn muốn tới đây để tổ chức đám cưới, nghỉ trăng mật, du lịch sinh thái và tìm hiểu văn hóa. Bà Kobkarn nói: "Chúng tôi muốn Thái Lan trở thành một vùng đất du lịch có chất lượng. Chúng tôi muốn nền công nghiệp tình dục được xóa bỏ. Khách du lịch sẽ không đến Thái Lan vì lý do đó nữa. Họ sẽ đến đây bởi những nét đẹp văn hóa của đất nước chúng tôi."
Trong một thông báo đầu năm 2018, Tổng cục Du lịch Thái Lan (TAT) họ có chiến lược quảng bá và các chính sách trong tương lai nhằm đưa Thái Lan trở thành một điểm đến du lịch chất lượng và "cực lực phản đối các tour du lịch tình dục dù dưới bất kỳ hình thức nào". Mới đây, Bộ Ngoại giao Thái Lan đã lên tiếng phản đối vì cho rằng danh dự của đất nước bị xúc phạm, sau khi Bộ trưởng Du lịch Gambia nói rằng du khách quốc tế nếu quan tâm đến tình dục thì nên đến Thái Lan thay vì đất nước Tây Phi này.

### Bangladesh
Bangladesh là một trong hai quốc gia hiếm hoi ở châu Á hợp thức hóa mại dâm. Là một quốc gia nghèo với hệ thống pháp luật, y tế sơ sài, sự quản lý lỏng lẻo của nhà nước và nạn tham nhũng cao, việc hợp thức hóa mại dâm rốt cuộc chẳng giúp gì cho việc quản lý mà đã gây ra những hậu quả tai hại, còn vượt xa các quốc gia ở trên.
Theo thống kê của Quỹ Nhi đồng Liên Hợp Quốc, trong số 1,8 triệu gái bán dâm vị thành niên trên thế giới, chiếm số đông là những bé gái Bangladesh. Luật pháp nước này quy định, đối tượng này phải trên 18 tuổi, tuy nhiên do sự quản lý lỏng lẻo, đa số những người tham gia bán dâm đều dưới độ tuổi đó. 13 - 15 tuổi là tuổi đời trung bình của kỹ nữ vị thành niên tại Banglades
Những gái mại dâm vị thành niên này thường xuất thân từ các gia đình ở nông thôn nghèo khổ. Do không còn lo bị pháp luật trừng trị vì mại dâm đã trở nên hợp pháp, nhiều gia đình vì túng thiếu đã đem bán con mình cho bọn buôn người với giá khoảng 245 USD (gần 5 triệu VND). Sau đó, những kẻ buôn người sẽ bán lại cho chủ nhà chứa vốn cũng từng là gái mại dâm.
Gái mại dâm vị thành niên ở Bangladesh chủ yếu làm việc trong các nhà thổ, danh nghĩa là dưới sự quản lý của Nhà nước, nhưng thực tế là bởi các tên ma cô. Trong nhiều khu đèn đỏ ở Bangladesh, nhiều cặp vợ chồng "gái mại dâm - ma cô" đã sinh con. Những đứa con của họ lớn lên do không được giáo dục tốt cũng như các phương tiện sinh nhai khác, con trai lại đi làm ma cô, con gái lại đi bán dâm. Cái vòng luẩn quẩn cứ thế tiếp diễn hết cha mẹ đến con cái.
Ở một nước có hệ thống y tế nghèo nàn như Bangladesh, quy định khám bệnh định kỳ cho gái mại dâm chỉ nằm trên giấy chứ chẳng thể thực hiện được. Bên cạnh đó, để duy trì sự hấp dẫn đối với khách hàng, gái bán hoa tại Bangladesh bị đánh đập, bỏ đói để ép buộc dùng steroid, một loại thuốc được sử dụng để tăng trọng lượng của gia súc. Thuốc sẽ khích thích ngon miệng, làm cho họ tăng cân nhanh chóng để có vẻ ngoài trông khỏe mạnh và nảy nở hơn. Tuy nhiên hậu quả khi dùng thuốc kích thích không thể lường hết được. Chúng làm cơ thể biến dạng và mắc nhiều bệnh nan y khác, như bệnh tiểu đường, cao huyết áp, phát ban da và gây nghiện.
Nhiếp ảnh gia GMB Akash là người lặn lội tới những khu đèn đỏ có tiếng tại Bangladesh. Qua những câu chuyện, nhiếp ảnh gia cảm nhận được những nét ngây thơ ẩn sâu trong tâm hồn của các bé gái. Hầu hết trong số đó chán chường với cuộc sống, khát khao được giải thoát khỏi thảm kịch hiện tại để được tới trường, được theo đuổi những nghề nghiệp lương thiện và gây dựng mái ấm gia đình. Nhưng mơ ước đó sẽ không thể thành hiện thực, chừng nào mại dâm vẫn là hợp pháp và các khu đèn đỏ không bị chính phủ triệt phá.

### Các nước Trung-Nam Mỹ
Không phải châu Âu mà chính Trung-Nam Mỹ mới là khu vực có nhiều nước hợp pháp hóa mại dâm nhất, với 9 nước là México, Panama, Bolivia, Colombia, Ecuador, Paraguay, Peru, Uruguay, Venezuela.
Đây đều là những nước có nạn buôn người diễn ra công khai, sự phân hóa giàu nghèo sâu sắc và tội phạm lũng đoạn chính quyền là phổ biến, tạo ra một môi trường khai thác tình dục phát triển mạnh. Mại dâm được hợp pháp công khai là kết quả của sự sụp đổ kỷ cương xã hội, sự bất lực của pháp luật và sự thao túng chính quyền của giới tội phạm. Các mạng lưới tội phạm có tổ chức, một số liên quan đến các nhóm vũ trang ly khai cát cứ, chịu trách nhiệm về nạn buôn bán người nô lệ tình dục và các cuộc xung đột vũ trang đã đẩy một số lượng lớn các nạn nhân vào con đường bán dâm.
Tại các nước này, pháp luật là rất lỏng lẻo nên việc gian lận hộ chiếu, giấy khám sức khỏe và Giấy khai sinh là rất dễ dàng, tạo điều kiện thuận lợi cho buôn bán người. Các quy định quản lý mại dâm nhìn chung chỉ là hình thức, chính quyền gần như bất lực trong việc thực hiện. Phụ nữ và trẻ em từ Brazil, Colombia, Peru, Ecuador, Cộng hòa Dominica bị mua bán công khai như nô lệ, "hàng chất lượng" thì bị đưa sang Tây Âu, đặc biệt là Hà Lan (nơi mại dâm cũng là hợp pháp và bọn buôn người sẽ dễ dàng thu lợi). Trong nhiều trường hợp, buôn bán người được công khai trên các tờ báo và hoặc các trung tâm môi giới việc làm trá hình.
Ví dụ, ở Colombia, ước tính có trên 35.000 trẻ em bán dâm, từ 5.000-10.000 trong số đó bán dâm trên các đường phố của Bogotá. Chiến tranh và nạn buôn bán ma túy đã phá hủy cấu trúc gia đình, khiến trẻ em không có nơi an toàn và được nuôi dưỡng. Cuộc chiến cũng đã gây ra sự ly tán của vô số gia đình, một số trẻ em đã bị binh lính bắt đi làm nô lệ tình dục. Colombia cũng là một điểm đến hàng đầu cho du lịch tình dục trẻ em, đặc biệt là các thành phố ven biển như Cartagena và Barranquilla. Nhiều nạn nhân từ chối nhận hỗ trợ trong việc truy tố kẻ buôn người vì họ sợ bị trả thù, bởi thế lực của tội phạm ở đây là rất lớn, ngay cả chính quyền cũng bị chúng lũng đoạn.
Tại Bolivia, độ tuổi trung bình của gái mại dâm là 16. Các vấn đề mại dâm trẻ em trở nên trầm trọng hơn bởi sự thi hành pháp luật kém cỏi, các cuộc tấn công của cảnh sát hầu hết là không hiệu quả
Ở Ecuador, mại dâm trẻ em cũng lan tràn rộng. Báo cáo của Tổ chức Lao động quốc tế năm 2002 ước tính có 5.200 trẻ vị thành niên đã tham gia mại dâm. Nhiều gái mại dâm trẻ em đã bị bỏ rơi hoặc mồ côi, một số gia đình nghèo khó còn bán con đi làm gái mại dâm. Hơn một nửa số gái mại dâm là ở trong các cơ sở bất hợp pháp. Các nạn nhân thường là trẻ em bị bắt cóc, bị cha mẹ bán cho lũ buôn người, hoặc bị bọn buôn người lừa vào nhà thổ bằng các cơ hội việc làm giả. Những trẻ em này lần đầu bị ép bán dâm ở tuổi trung bình là 12.

### Tổng kết
Tiến sĩ Janice G. Raymond, thuộc Liên minh phòng chống buôn bán phụ nữ quốc tế (CATW), thông qua số liệu thực tế thu thập tại các nước đã hợp pháp hóa mại dâm (Đức, Hà Lan, Úc), cũng như qua phỏng vấn trực tiếp, đã liệt kê 10 thất bại và tác hại của biện pháp hợp thức hóa mại dâm:
- Tạo cơ hội cho bọn ma cô buôn người, thúc đẩy buôn bán nô lệ tình dục. Ví dụ Đức, Thái Lan, Hà Lan, Úc, Thổ Nhĩ Kỳ (đều là những nước có mại dâm công khai) là các điểm đến hàng đầu của tệ nạn buôn người.[138]
- Hợp pháp hóa không thể giúp kiểm soát được mại dâm mà chỉ khiến nó lan tràn thêm. Tiền thuế mà nhà nước thu được rất ít, mà phần lớn chui vào túi mafia, trong khi chi phí bỏ ra để duy trì hệ thống "phố đèn đỏ" và y tế cho gái bán dâm, cũng như truy quét các loại tội phạm "ăn theo mại dâm" (như ma túy, trộm cướp...) lại rất lớn. Nhà nước thu được 1 đồng thuế thì lại phải chi ra vài đồng vì những tác hại gây ra.
- Làm gia tăng "mại dâm chui, gái đứng đường" không giấy phép (do gái bán dâm không muốn phải nộp thuế và bị quản lý), kéo theo đó là bạo lực đường phố và làm giả giấy phép. Rốt cuộc lại tồn tại song hành cả "mại dâm hợp pháp" lẫn "mại dâm bất hợp pháp", việc truy quét vẫn cứ phải tiến hành như trước trong khi việc quản lý càng rắc rối hơn (vì khó có thể xác minh gái mại dâm có hay không có giấy phép hành nghề, giấy phép đó là thật hay giả).
- Làm gia tăng nạn mại dâm trẻ em. Không còn sợ bị pháp luật trừng trị, nhiều em bị gia đình bán vào nhà thổ, nhiều em khác sẵn sàng tham gia bán dâm để kiếm tiền tiêu xài khi không được cha mẹ đáp ứng.
- Không giúp bảo vệ gái mại dâm, họ vẫn bị đối xử tàn nhẫn. Bởi thực tế, các trùm tội phạm mới là kẻ thực sự điều khiển lĩnh vực này. Các quy định bảo vệ mà chính phủ đề ra chỉ là trên giấy, hiếm khi tồn tại trên thực tế.
- Làm tăng nhu cầu mại dâm. Việc không còn bị pháp luật chế áp, răn đe khiến cho đàn ông (nhất là thanh niên trẻ) không còn lo sợ và càng có nhu cầu mua dâm ở quy mô rộng lớn hơn nhiều, khiến kỷ cương xã hội rối loạn, làm hư hỏng đạo đức thanh thiếu niên và đe dọa hạnh phúc mỗi gia đình.
- Không giúp bảo vệ sức khỏe của phụ nữ. Theo thống kê, phần lớn khách hàng nam giới không tuân thủ quy định về an toàn khi quan hệ, gái mại dâm phải chịu đựng để giữ khách mà không hề có cảnh sát nhắc nhở như chính phủ từng hứa hẹn.
- Không tăng cường sự lựa chọn nghề nghiệp của phụ nữ, mà còn khiến nhiều người bị lũ tội phạm (thậm chí gia đình mình) đẩy vào con đường này để kiếm lợi từ thân xác họ.
- Chính các phụ nữ mại dâm đa phần không muốn hợp pháp hóa ngành công nghiệp tình dục. Họ cảm thấy tủi hổ, bị xa lánh khi tên tuổi mình bị thông báo công khai. Họ đều xem đó là con đường nhục nhã, đã tước đoạt sức khỏe, danh dự và cuộc đời họ, và không muốn con em mình lại sa vào con đường này.

Đức, Thái Lan, Hà Lan, Úc, Thổ Nhĩ Kỳ là những điểm đến ưa thích của bọn buôn người

Hợp pháp hóa mại dâm, nghĩa là người bán dâm phải đăng ký, phải công khai danh tính, nhưng thực tế thì phần lớn họ sẽ không chịu làm việc này. Bởi trong quan điểm của đa số mọi người, thậm chí của những người có suy nghĩ "cởi mở", thì mại dâm luôn bị xem là thấp hèn. Ngay cả những người có tư tưởng cổ vũ hợp pháp hóa mại dâm cũng không muốn lấy người bán dâm làm vợ/chồng; không muốn người trong gia đình mình làm nghề này. Do vậy, ngay cả khi Nhà nước hợp pháp hóa mại dâm thì những người bán dâm vẫn cứ hoạt động lén lút như trước, để không bị lộ danh tính cũng như không phải đóng thuế. Hệ lụy kéo theo là nạn làm giả giấy phép, và rốt cuộc lại tồn tại song hành cả "mại dâm hợp pháp" lẫn "mại dâm bất hợp pháp", việc truy quét vẫn cứ phải tiến hành như trước trong khi việc quản lý càng rắc rối hơn (vì khó có thể xác minh gái mại dâm có hay không có giấy phép hành nghề, giấy phép đó là thật hay giả).
Cuối cùng bà kết luận: "Hợp pháp hóa mại dâm chỉ làm trầm trọng thêm những vấn nạn của nó. Đó chỉ là sự thoái thác trách nhiệm của chính phủ trước những vấn nạn mà mại dâm gây ra cho con người và xã hội".
Theo nghiên cứu năm 2012 của Viện nghiên cứu kinh tế và chính trị London, thực hiện bởi 3 nhà khoa học (Seo-Young Cho, Axel Dreher và Eric Neumayer), kết quả cho thấy việc hợp pháp hóa mại dâm thực sự dẫn tới việc gia tăng nạn buôn người, và cũng làm gia tăng việc mua bán dâm trong xã hội. Ví dụ: năm 2006, Đức (nước hợp pháp mại dâm) có tỷ lệ người bán dâm trên dân số cao gấp 6 lần so với nước láng giềng là Thụy Điển (nước cấm mại dâm), trong khi số nạn nhân bị bọn buôn người chuyển tới Đức thì cao gấp 62 lần. Ước tính số nạn nhân bị bọn buôn người ép bán dâm ở Đức đã giảm dần từ năm 1997 tới 2001, nhưng sau khi Đức hợp pháp hóa mại dâm vào năm 2002, con số này lại tăng nhanh (năm 2003 đã tăng 25% so với năm 2001
Theo điều tra, nhiều phụ nữ các nước (trong đó có Việt Nam) đã bị bọn buôn người lừa bán để làm nô lệ tình dục, họ bị đối xử rất tàn nhẫn. Nhiều người chỉ mong bị công an nước sở tại bắt trong những cuộc truy quét mại dâm và trục xuất. Đó là cách duy nhất họ có thể trở về quê hương và thoát khỏi sự kìm kẹp kinh hoàng của những kẻ buôn người. Theo Ủy ban Tư pháp Quốc hội Việt Nam, từ 2006-2010 cả nước đã phát hiện 1586 vụ mua bán người, nạn nhân chủ yếu là phụ nữ và trẻ em, phần lớn là để phục vụ mại dâm, đã giải cứu và tiếp nhận được hơn 4000 nạn nhân. Nhưng nếu mại dâm được hợp pháp hóa, những kẻ kinh doanh xác thịt sẽ chẳng còn bị truy quét, và sẽ không còn lối thoát cho những nạn nhân buôn người đó nữa.
Theo GS-TS An ninh Nguyễn Xuân Yêm, các đồng nghiệp cảnh sát quốc tế (Interpol) khi trao đổi cho biết, mặc dù chính phủ một số nước đã lựa chọn các phương pháp quản lý mại dâm, nhưng trong xã hội có rất nhiều ý kiến bất bình vì phương pháp này sẽ gây nguy hại lớn tới xã hội và đạo đức. Năm 2004, chính phủ Hoa Kỳ đã tuyên bố: "Chính phủ Hoa Kỳ có một lập trường vững chắc chống lại đề nghị hợp pháp hóa mại dâm, vì mại dâm trực tiếp góp phần vào việc buôn bán nô lệ hiện đại và chà đạp lên phẩm giá con người. Việc hợp pháp hóa hoặc dung túng cho mại dâm là tiếp tay cho nạn buôn người."

## Mô hìnhThụy Điểnvề phòng chống mại dâm
Thụy Điển là nước đứng hàng đầu thế giới về kinh tế, chỉ số phát triển con người và bình đẳng xã hội. Đảng Dân chủ xã hội cầm quyền từ năm 1920 đã thành lập một hệ thống pháp chế chính trị và xã hội tiến bộ đồng thời chú trọng thực hiện an sinh xã hội, phát triển văn hóa và bài trừ các loại tệ nạn xã hội, trong đó có mại dâm.
Ngày 1/1/1999, Thụy Điển trở thành quốc gia đầu tiên trên thế giới chống mại dâm theo một phương cách mới. Thay vì phạt người bán dâm, chính phủ Thụy Điển sẽ trừng phạt những người mua dâm với mức hình phạt nặng. Ngày bộ luật được thông qua, một nghị sĩ phát biểu: "Tôi tin rằng trong 20 năm nữa, quyết định ngày hôm nay sẽ được mô tả như là bước nhảy vọt lớn trong công cuộc chống lại bạo lực đối với phụ nữ".

Chính phủ Thụy Điển tuyên bố đấu tranh không khoan nhượng với nạn mại dâm, và lý giải tầm quan trọng xã hội của việc chống tệ nạn mại dâm:
Mại dâm gây ra tác hại nghiêm trọng cho mỗi cá nhân cũng như toàn thể xã hội. Tội phạm có tổ chức, bao gồm cả buôn người cho mục đích tình dục, buôn bán ma túy, cũng thường liên quan đến mại dâm.(...)
Bộ luật là một phần trong chương trình thực hiện bình đẳng giới ở Thụy Điển. Chính phủ Thụy Điển tin rằng mãi dâm là một hình thức bạo lực chống lại phụ nữ, cần phải được loại bỏ bằng cách giảm "cầu", tức phải phạt nặng "khách hàng" - người mua dâm. Công dân Thụy Điển bị bắt gặp mua dâm tại nhà hay ở nước ngoài đều bị phạt 5.000 USD hoặc ngồi tù 6 tháng (năm 2011 đã nâng lên thành 12 tháng tù),tái phạm có thể bị tù 4 năm. Chính phủ còn thiết lập cả hệ thống camera giám sát tại các "điểm nóng". Cảnh sát cũng cho công khai danh tính kẻ mua dâm ở nơi công cộng để họ phải cảm thấy hổ thẹn mà không dám tái phạm. Chính phủ Thụy Điển tuyên bố "không có nhu cầu của đàn ông và việc sử dụng phụ nữ và trẻ em gái cho việc khai thác tình dục thì mại dâm toàn cầu không thể phát triển và mở rộng"
Ngoài ra chính phủ sẽ cung cấp những khoản phúc lợi xã hội để gái bán dâm có thể thoát khỏi con đường này, cũng như tuyên truyền vận động để người dân hiểu rõ tác hại và tẩy chay mại dâm. Tất cả các trường trung học đều triển khai các biện pháp tuyên truyền để giáo dục học sinh về vấn đề mại dâm, rằng mua dâm là hành vi bất hợp pháp và trái đạo đức.
Cách tiếp cận pháp lý này đã trở thành thứ được gọi là "Mô hình Thụy Điển" hay gần đây là "Mô hình Bắc Âu", là một phần trong chủ nghĩa nữ quyền cấp tiến, rất nổi bật ở Thụy Điển. Mô hình này nhận được sự ủng hộ lớn từ các tổ chức chống buôn người, và các đại diện ở cấp độ cao hơn như Liên minh châu Âu và Liên Hợp Quốc

Sau 10 năm tiến hành, mô hình thu được kết quả ấn tượng. Sợ bị pháp luật trừng phạt cũng như nhận thức về tác hại của mại dâm được nâng cao, số nam giới Thụy Điển đi mua dâm giảm hẳn. Vì lượng khách mua dâm sụt xuống quá thấp nên số gái bán dâm cũng tự động giảm theo. Năm 1995, chính phủ Thụy Điển đã ước tính rằng có 2.500 - 3.000 gái mại dâm tại Thụy Điển (SOU 1995:15), trong đó có 650 là gái đứng đường. Năm 2008, báo cáo của Viện Giới Tính Bắc Âu (NIKK) cho thấy chỉ còn khoảng 300 gái mại dâm đường phố, và 300 phụ nữ và 50 nam giới bán dâm tại nhà. Dữ liệu tương tự từ Đan Mạch, nơi mại dâm không bị cấm, cho thấy có ít nhất 5.567 người bán dâm. So với Đan Mạch, số gái mại dâm của Thụy Điển chỉ bằng 1/10, trong khi Thụy Điển có dân số cao gần gấp đôi Đan Mạch. So sánh với Đức, quốc gia hợp pháp hóa mại dâm để rồi có tới hơn 400.000 gái bán hoa thì con số càng trở nên tương phản.
Hơn nữa, báo cáo cho thấy số nam giới từng đi mua dâm Thụy Điển đã giảm từ 12,7% năm 1996 xuống còn 7,6% vào năm 2008 Nạn buôn người cũng gần như không tồn tại được ở Thụy Điển. Năm 2007, theo cảnh sát Thụy Điển, chỉ có từ 400 đến 600 phụ nữ nước ngoài được đưa đến Thụy Điển mỗi năm làm gái mại dâm, trong khi Phần Lan, dân số chỉ bằng một nửa Thụy Điển, con số đó lên tới 10.000-15.000 phụ nữ, hoặc ở Đức con số này là 40.000.
Cuộc thăm dò dư luận đã cho thấy sự ủng hộ của công chúng: các cuộc thăm dò thực hiện bởi viện nghiên cứu xã hội, SIFO, cho thấy 81% người dân ủng hộ luật này, chỉ 14% là không ủng hộ. Trong khảo sát năm 2008 được thực hiện bởi NIKK (xem ở trên), 71% người Thụy Điển cho biết họ ủng hộ luật cấm quan hệ tình dục vì tiền. Năm 2005, khảo sát tiến hành trực tuyến của Durex đã chỉ ra rằng trong số 34 quốc gia được khảo sát, Thụy Điển có tỷ lệ người tham gia mua dâm thấp nhất (3% những người trả lời câu hỏi gồm cả nam giới và phụ nữ).
Nhờ hiệu quả thu được, năm 2009, các đạo luật tương tự đã được thông qua tại Na Uy và Iceland. Năm 2014, Canada cũng áp dụng biện pháp trừng phạt nặng khách mua dâm, theo đó mại dâm bị nhà nước coi là một hình thức bóc lột tình dục chống lại phụ nữ, và hiện đang diễn ra các cuộc vận động tại các nước khác như Đan Mạch, Úc. Những công dân Na Uy bị bắt gặp mua dâm tại nhà hay ở nước ngoài đều phải đối mặt với một khoản tiền phạt lớn hoặc ngồi tù 6 tháng. Nếu mua dâm trẻ em sẽ có thể phải ngồi tù đến 3 năm. Chỉ 1 năm sau, khảo sát ở Bergen, Na Uy cho thấy số lượng gái mại dâm đường phố đã giảm 20%, gái bán dâm trong nhà giảm 16%, số lượng quảng cáo của gái bán dâm giảm đi 60%.
Năm 2013, báo cáo của chính phủ Pháp đã khẳng định "hoạt động lén lút của gái mại dâm không thể phát triển mạnh hơn nếu áp dụng việc trừng phạt khách hàng" và đã đưa ra ví dụ là sự thành công của Thụy Điển. Ngày 6/4/2016, chính phủ Pháp thông qua luật cấm mua dâm, ai vi phạm sẽ bị phạt 3.750 euro. Cùng với xử phạt nặng, chính phủ Pháp cũng sẽ có biện pháp tìm việc làm cho gái bán dâm. Như vậy, Pháp trở thành nước châu Âu thứ năm trừng phạt nặng hành vi mua dâm, cùng với Thụy Điển, Na Uy, Iceland, và Anh. Bà Yael Mellul - Chủ tịch Hiệp hội Phái nữ Tự do lý giải: 
| “ | "Người ta thường nghĩ rằng mãi dâm là hành động vô hại vì có sự đồng thuận, tự nguyện giữa hai người trưởng thành. Tuy nhiên, sự thực hoàn toàn ngược lại. Mua dâm là hành vi quan hệ tình dục bằng cách tạo áp lực lên người khác: áp lực của đồng tiền. Sự hiện diện của đồng tiền là bằng chứng không thể chối cãi được cho thấy một bên không hề tự nguyện trong quan hệ tình dục này, dù về lý thuyết họ có tự nguyện đi chăng nữa. Nói cách khác, mại dâm là một dạng bạo lực tình dục... Gái bán dâm giả vờ tự nguyện làm hài lòng khách hàng khi anh ta chỉ coi họ như một loại hàng hóa. Các nghiên cứu thực hiện trên một bộ phận khách mua dâm cho thấy họ nhận thức rất rõ hành động mua dâm của mình không khác gì cưỡng hiếp, có chăng là một loại cưỡng hiếp có đóng phí. Ở những nước công nhận mãi dâm là một nghề và các tú ông, tú bà được coi như là những nhà kinh doanh thì nạn buôn bán phụ nữ diễn ra rất kinh khủng vì có cầu ắt có cung. Có thể nhìn thấy điều này các nước Đức, Úc, Hà Lan. Việc buôn bán phụ nữ này không khác gì chế độ buôn bán nô lệ ngày xưa. Luật cho thấy Pháp quyết định không chấp nhận và để yên cho loại tội phạm này, họ đã ra tay dù biết rằng cuộc chiến chống lại nạn mại dâm sẽ là rất lâu dài | ” |

.
Cùng với Thụy Điển, Pháp đã nhận ra khách mua dâm là nguyên nhân tạo ra và là yếu tố chính trong thị trường mại dâm. Nếu không có khách mua dâm, sẽ không có thị trường mại dâm, do đó cũng sẽ không có tú ông, tú bà hay buôn bán phụ nữ